# Campionato mondiale di Formula 1 2007
Il campionato mondiale di Formula 1 2007 organizzato dalla FIA è stata, nella storia della categoria, la 58ª stagione ad assegnare il campionato piloti, vinto da Kimi Räikkönen, e la 50ª ad assegnare il campionato costruttori, vinto dalla Ferrari.

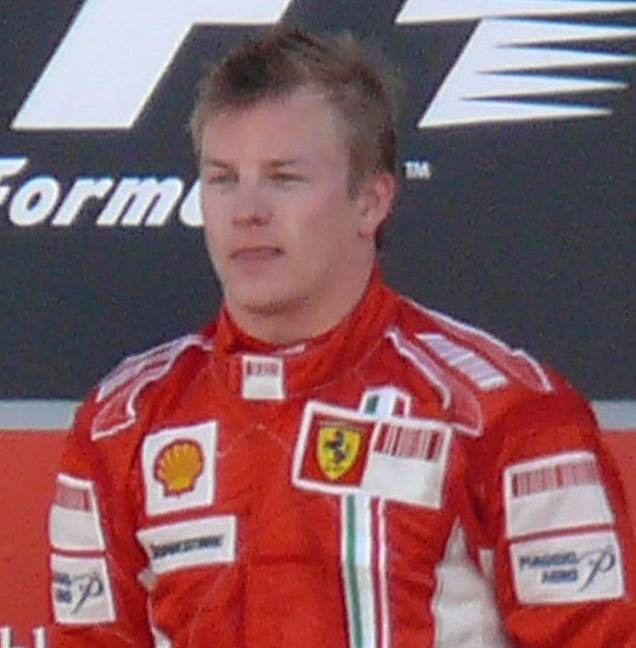
Kimi Räikkönen vince il suo primo e unico campionato mondiale piloti.

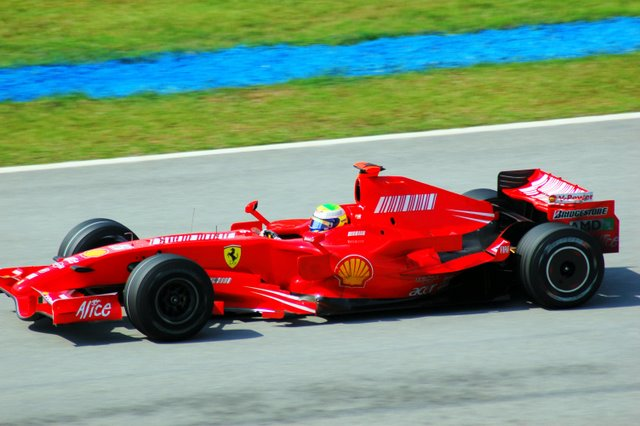
La Ferrari vince il suo quindicesimo titolo costruttori.

È iniziata il 18 marzo per terminare il 21 ottobre, dopo 17 gare, una in meno rispetto alla stagione precedente. Il 2007 ha segnato la fine del vecchio Patto della Concordia e l'inizio della fornitura unica della Bridgestone fino al 2010, a seguito degli eventi occorsi nel 2005, su tutti quello di Indianapolis. È stata soprattutto segnata dalla controversa vicenda riguardante la Ferrari e la McLaren, cui hanno fatto seguito le numerose polemiche nate da alcune situazioni ambigue durante i Gran Premi.
A livello agonistico il campionato ha visto il ritiro, dopo 16 anni, di Michael Schumacher, sostituito alla Ferrari da Kimi Räikkönen, mentre il campione del mondo in carica, Fernando Alonso, è stato ingaggiato dalla McLaren. L'uscita di scena di Jacques Villeneuve e Juan Pablo Montoya è stata bilanciata dai ritorni di Alexander Wurz e Anthony Davidson, mentre hanno esordito nella massima categoria automobilistica il britannico Lewis Hamilton, trionfatore della seconda edizione del campionato GP2, il finlandese Heikki Kovalainen e il tedesco Adrian Sutil. La presenza italiana è stata confermata da Giancarlo Fisichella, Jarno Trulli e Vitantonio Liuzzi.

## La pre-stagione

### Il calendario
Il calendario del campionato si ridusse di una gara, passando dalle 18 prove del 2006 alle 17 del 2007. Per la prima volta dal 1975, tutte le gare si disputarono in nazioni diverse. Il 29 agosto 2006 la FIA aveva pubblicato un calendario provvisorio dove il Gran Premio di San Marino e il Gran Premio d'Europa erano stati esclusi, mentre il Gran Premio del Belgio era stato riammesso.
Il 14 marzo 2006 venne annunciato ufficialmente lo spostamento del Gran Premio del Giappone dal Circuito di Suzuka al ricostruito Circuito del Fuji, rispettivamente di proprietà della Honda e della Toyota; un circuito dove la Formula 1 non gareggiava dalla stagione 1977.
Il governo italiano, visto l'obbligo di ristrutturazione dell'Autodromo Enzo e Dino Ferrari, aveva inizialmente siglato un contratto per la disputa del Gran Premio di San Marino, tanto che il 7 settembre 2006 la gara era stata provvisoriamente inclusa per il 29 aprile come diciottesima prova mondiale. Tuttavia i termini del contratto dipendevano in larga misura dall'abilità dei tecnici nel completare entro marzo 2007 le modifiche richieste, ma i lavori non terminarono abbastanza velocemente. Così, con la pubblicazione del calendario ufficiale, avvenuta il 18 ottobre 2006, la FIA annunciò ufficialmente che il Gran Premio di San Marino per il 2007 non si sarebbe disputato.
| N° | Nome ufficiale del Gran Premio      | Circuito                         | Sede        | Data         | Ora    | Ora   | Diretta TV        |
| N° | Nome ufficiale del Gran Premio      | Circuito                         | Sede        | Data         | Locale | UTC   | Diretta TV        |
| -- | ----------------------------------- | -------------------------------- | ----------- | ------------ | ------ | ----- | ----------------- |
| 1  | ING Australian Grand Prix           | Albert Park Circuit              | Melbourne   | 18 marzo     | 15:30  | 05:30 | Rai 1             |
| 2  | Petronas Malaysian Grand Prix       | Sepang International Circuit     | Sepang      | 8 aprile     | 15:00  | 08:00 | Rai 1             |
| 3  | Gulf Air Bahrain Grand Prix         | Bahrain International Circuit    | Manama      | 15 aprile    | 14:30  | 13:30 | Rai 1             |
| 4  | Gran Premio de España Telefónica    | Circuito di Barcellona-Catalogna | Montmeló    | 13 maggio    | 14:00  | 14:00 | Rai 1             |
| 5  | Grand Prix de Monaco                | Circuito di Monte Carlo          | Monaco      | 27 maggio    | 14:00  | 14:00 | Sky Sport e Rai 1 |
| 6  | Grand Prix du Canada                | Circuit Gilles Villeneuve        | Montréal    | 10 giugno    | 13:00  | 17:00 | Sky Sport e Rai 1 |
| 7  | United States Grand Prix            | Indianapolis Motor Speedway      | Speedway    | 17 giugno    | 14:00  | 20:00 | Sky Sport e Rai 1 |
| 8  | Grand Prix de France                | Circuit de Nevers Magny-Cours    | Magny-Cours | 1º luglio    | 14:00  | 14:00 | Sky Sport e Rai 1 |
| 9  | Santander British Grand Prix        | Silverstone Circuit              | Silverstone | 8 luglio     | 13:00  | 14:00 | Sky Sport e Rai 1 |
| 10 | Grand Prix of Europe                | Nürburgring                      | Nürburg     | 22 luglio    | 14:00  | 14:00 | Sky Sport e Rai 1 |
| 11 | Magyar Nagydíj                      | Hungaroring                      | Mogyoród    | 5 agosto     | 14:00  | 14:00 | Sky Sport e Rai 1 |
| 12 | Petrol Ofisi Turkish Grand Prix     | Istanbul Park                    | Tuzla       | 26 agosto    | 15:00  | 14:00 | Sky Sport e Rai 1 |
| 13 | Gran Premio d'Italia                | Autodromo nazionale di Monza     | Monza       | 9 settembre  | 14:00  | 14:00 | Sky Sport e Rai 1 |
| 14 | ING Belgian Grand Prix              | Circuito di Spa-Francorchamps    | Stavelot    | 16 settembre | 14:00  | 14:00 | Sky Sport e Rai 1 |
| 15 | Fuji Television Japanese Grand Prix | Fuji Speedway                    | Oyama       | 30 settembre | 13:30  | 06:30 | Sky Sport e Rai 1 |
| 16 | Sinopec Chinese Grand Prix          | Shanghai International Circuit   | Shanghai    | 7 ottobre    | 15:00  | 09:00 | Sky Sport e Rai 1 |
| 17 | Grande Prêmio do Brasil             | Autódromo José Carlos Pace       | San Paolo   | 21 ottobre   | 15:00  | 18:00 | Sky Sport e Rai 1 |

### La presentazione delle vetture
Le nuove monoposto sono state presentate dalla scuderie secondo l'ordine seguente:
| Costruttore      | Telaio | Data lancio | Luogo lancio                           |
| ---------------- | ------ | ----------- | -------------------------------------- |
| Toyota           | TF107  | 12 gennaio  | Colonia, Germania                      |
| Ferrari          | F2007  | 14 gennaio  | Circuito di Fiorano, Maranello, Italia |
| McLaren-Mercedes | MP4-22 | 15 gennaio  | Circuito di Valencia, Spagna           |
| BMW Sauber       | F1.07  | 16 gennaio  | Circuito di Valencia, Spagna           |
| Renault          | R27    | 24 gennaio  | Amsterdam, Paesi Bassi                 |
| RBR-Renault      | RB3    | 26 gennaio  | Circuito di Catalogna, Spagna          |
| Williams-Toyota  | FW29   | 2 febbraio  | Grove, Oxfordshire, Gran Bretagna      |
| Spyker-Ferrari   | F8-VII | 5 febbraio  | Circuito di Silverstone, Gran Bretagna |
| STR-Ferrari      | STR2   | 13 febbraio | Circuito di Catalogna, Spagna          |
| Honda            | RA107  | 26 febbraio | Londra, Gran Bretagna                  |
| Aguri-Honda      | SA07   | 14 marzo    | Melbourne, Australia                   |

### I test
I test pre-stagionali iniziarono nel novembre 2006 sul Circuito di Catalogna, con dieci squadre su undici che parteciparono alle prove. Le assenze più rimarchevoli vennero da Fernando Alonso e Kimi Räikkönen, che erano ancora sotto contratto rispettivamente con Renault e McLaren. Anche Jenson Button non vi partecipò per i postumi di una frattura al collo dopo un incidente sul kart in preparazione ai test di novembre. Lewis Hamilton fece la sua prima apparizione su una McLaren.
Il cambio del regolamento e il passaggio al fornitore unico di gomme furono, per alcuni osservatori, le ragioni per cui la Ferrari si presentò più in fretta ai primi test ottenendo tempi lusinghieri, anche se la casa nipponica sostenne che lo pneumatico del 2007 si presentava con una costruzione completamente nuova minimizzando qualsiasi beneficio per le scuderie che nel 2006 erano gommate Bridgestone (Ferrari, Toyota, Williams, Midland/Spyker e Super Aguri).
Nei primi tre giorni di test i tempi più veloci furono di Massa e Badoer, ma l'interesse era sul fatto che il due volte campione del mondo Mika Häkkinen prendesse parte ai test con una McLaren, anche se fece registrare parziali elevati. I tempi sul giro vennero poi migliorati da Ralf Schumacher e Jarno Trulli nel quarto giorno.
Le sessioni di test ripresero il 6 dicembre sul Circuito di Jerez de la Frontera, alle quali presero parte quasi tutte le scuderie. Inizialmente, le due Ferrari di Massa e Badoer ottennero i parziali più veloci, con la McLaren di Lewis Hamilton a segnare il terzo tempo. L'inglese migliorò la sua posizione il giorno seguente, facendo segnare il tempo più veloce con un secondo di margine sulla Renault di Giancarlo Fisichella.
Le due scuderie giapponesi Honda e Toyota fecero segnare i tempi migliori nei due giorni successivi. Heikki Kovalainen e Pedro de la Rosa furono i più veloci nel quarto e quinto giorno dei test. Soltanto nell'ultimo giorno Fernando Alonso fece il suo debutto ufficiale con la McLaren, dopo un accordo raggiunto con il manager Flavio Briatore; con questo però, lo spagnolo non rescisse il suo contratto con la Renault (che lo vincolava fino 31 dicembre).
Nel gennaio del 2007 si ritornò ancora sul Circuito di Catalogna per una nuova sessione di test, e nella metà di febbraio si passò sul Circuito del Bahrein.

### Accordi e fornitori
A livello politico e organizzativo, questa stagione segnò la conclusione del Patto della Concordia – siglato originariamente nel 1997 e giunto al terzo rinnovo – fra gli attuali costruttori di Formula 1 e Bernie Ecclestone. In particolare, Mercedes-Benz, BMW, Renault e Honda – da maggio 2005 riuniti collettivamente sotto l'egida del GPMA, Grand Prix Manufacturers Association – si trovarono spesso in disaccordo con la FIA e lo stesso Ecclestone, per motivi finanziari e tecnici. Nel febbraio del 2005 avevano minacciato di boicottare la Formula 1 dalla stagione 2008 in avanti proclamando un nuovo campionato mondiale, il GPWC o Grand Prix World Championship, prima di ritornare sui loro passi e firmare un "Memorandum of Understanding" durante il Gran Premio di Spagna 2006.
L'8 gennaio 2007 la FIA annunciò la creazione di un comitato per garantire gli interessi dei costruttori denominato "Formula One Manufacturers' Advisory Commission" (FOMAC), con presidente Burkhard Göschel e composto da BMW, DaimlerChrysler (Mercedes), Ferrari, Honda, Renault e Toyota. La vecchia GPMA si dissolse con l'abbandono della Renault, avvenuto nel febbraio del 2007.
Poco prima dell'inizio del campionato, il 29 gennaio 2007, scoppiarono alcune polemiche riguardanti la Toro Rosso, in quanto Frank Williams minacciava azioni legali qualora la scuderia con sede a Faenza si fosse presentata alla prima gara mondiale con un clone della Red Bull RB3, monoposto realizzata da Adrian Newey. Secondo Williams, tale decisione avrebbe violato il Patto della Concordia, il quale vietava ad una squadra la vendita di telai ad altri team concorrenti. La Spyker preannunciò immediato ricorso, esteso alla vigilia di inizio stagione anche alla Super Aguri in quanto tale vettura risultava essere molto somigliante a quella della Honda nella passata stagione. Il reclamo presentato fu, però, respinto dalla FIA. La Red Bull Racing valutò seriamente se intentare un'azione legale alla scuderia olandese ma, alla fine, la vicenda si concluse con un nulla di fatto, perché era inutile, secondo Red Bull, creare scompensi giudiziari tre giorni prima del Gran Premio inaugurale.

## Scuderie e piloti

### Scuderie
Il 9 settembre 2006 la Midland F1 Racing venne venduta ufficialmente a un consorzio arabo-olandese capeggiato dal magnate di internet e costruttore di vetture sportive Michiel Mol, con il telaio fornito dalla Spyker Cars. Il team venne ribattezzato ufficialmente Spyker. La scuderia Midland terminò comunque la stagione in accordo alle regole del Patto della Concordia, con il nome provvisorio di Spyker MF1 Team. Il 24 ottobre, la casa olandese annunciò il cambio di nome da Spyker MF1 Team a Spyker F1 dalla stagione 2007 in avanti, soggetta come tutti i team agli accordi sottoscritti nel Patto. Il 30 settembre 2006 ci fu l'annuncio ufficiale che il fornitore di motori della neonata scuderia sarebbe stata la Ferrari, e nel marzo dell'anno successivo si ebbe l'ingresso del nuovo sponsor, la compagnia aerea degli Emirati Arabi Uniti Etihad Airways.
Altri cambiamenti nella fornitura dei motori toccarono il team Williams, che passò dai Cosworth ai Toyota con un contratto di tre anni, e la Scuderia Toro Rosso, che usufruì, invece, dei motori Ferrari. I nuovi propulsori causarono, comunque, alcune difficoltà di adattamento alla vettura del team di Faenza, facendo slittare la presentazione della STR2 di alcuni giorni.
Per quanto riguarda i cambiamenti interni ai team, alla Ferrari, Jean Todt diventò amministratore delegato e fu sostituito da Luca Baldisseri, mentre il direttore tecnico Ross Brawn si prese un anno di pausa dopo 10 stagioni nel team italiano. In seguito rese ufficiale il suo definitivo addio alla scuderia, nonostante avesse espresso il desiderio di lavorare ancora nella squadra per il futuro. Al contempo la casa di Maranello cambiò anche il proprio sponsor, passando da Vodafone, divenuta sponsor primario della McLaren-Mercedes, ad Alice, siglando quindi un contratto con Telecom Italia.
Riguardo agli altri sponsor, la Mild Seven non rinnovò il suo contratto con la Renault alla conclusione del 2006, a causa delle leggi europee vigenti in materia di tabacco Il 16 ottobre, la scuderia francese confermò il nuovo accordo di sponsorizzazione con la compagnia bancaria olandese ING, che divenne il suo sponsor principale. Pochi giorni dopo, anche la Williams F1 annunciò il suo nuovo sponsor primario: la AT&T.
Intanto la Lucky Strike, di proprietà della British American Tobacco, e le sue 555 filiali cessarono ogni sponsorizzazione con la squadra Honda che lasciò anche altri sponsor primari. Con l'annuncio, avvenuto il 26 febbraio a Londra, che la Honda avrebbe corso la stagione con la nuova carrozzeria chiamata "Earth Livery" sulla nuova vettura era la prima volta dalla stagione 1968 che una squadra scegliesse la libertà dagli sponsor per un'intera annata. In precedenza, il 25 gennaio, la Honda aveva presentato una vettura con livrea interna provvisoria in Spagna, al circuito di Catalogna. Questa scelta era in parte dovuta all'insuccesso avuto dalla Honda nell'ingaggiare uno sponsor fisso.

### Piloti
Dopo cinque anni passati in Renault, Fernando Alonso, campione del mondo nel 2005 e nel 2006, passò alla McLaren, affiancato dal campione di GP2 Lewis Hamilton, mentre Pedro de la Rosa tornò nel ruolo di terzo pilota insieme a Gary Paffett, collaudatore di riserva, che nel 2007 corse nel DTM con la Mercedes della scuderia Persson.
Perso l'asturiano, la Renault promosse Giancarlo Fisichella a prima guida e al suo fianco chiamò il finlandese Heikki Kovalainen, vicecampione di GP2. Come collaudatori vennero presi i brasiliani Nelson Piquet jr., figlio di Nelson, che ben aveva figurato nella stagione 2006 della GP2, e Ricardo Zonta, che parallelamente prese parte al campionato brasiliano delle Stock Cars.
Lo spostamento di Alonso alla McLaren fu reso possibile anche dal passaggio di Kimi Räikkönen alla Ferrari, dopo il ritiro del sette volte campione del mondo Michael Schumacher. La scuderia italiana confermò anche Felipe Massa come pilota titolare, mentre nel ruolo di collaudatori vennero confermati Luca Badoer e Marc Gené. Anche la Honda mantenne Jenson Button e Rubens Barrichello come prime guide e ingaggiò l'austriaco Christian Klien e i britannici James Rossiter (per le prime tre gare) e Mike Conway nel ruolo di collaudatori, con quest'ultimo che gareggiò contemporaneamente nella GP2 per la Super Nova Racing.
Anche la BMW Sauber confermò il tedesco Nick Heidfeld e il polacco Robert Kubica come prime guide. Nel ruolo di collaudatori rimasero i tedeschi Sebastian Vettel e Timo Glock, con quest'ultimo che continuò a gareggiare nella GP2 con il team iSport International, e il cinese Ho-Pin Tung.
La Toyota optò anch'essa per il mantenimento di Ralf Schumacher e Jarno Trulli come prime guide, ma decise di assumere come collaudatori il francese Franck Montagny, proveniente dalla Super Aguri, e due piloti giapponesi, Kohei Hirate e Kamui Kobayashi.
Alcuni movimenti nel mercato piloti si ebbero in Williams, che rimpiazzò l'australiano Mark Webber con l'austriaco Alexander Wurz, già collaudatore e riserva nel 2007. Wurz non gareggiava in Formula 1 dalla stagione 2000, salvo un gran premio corso nel 2005 in sostituzione di Montoya. Per il resto la scuderia confermò Nico Rosberg e il terzo pilota indiano Narain Karthikeyan, ingaggiando come secondo collaudatore il giapponese Kazuki Nakajima.
Mark Webber, sostituito nella scuderia inglese, passò alla Red Bull, incontrando come prima guida David Coulthard, nella scuderia dal 2005, e sostituendo Christian Klien. Il collaudatore olandese Robert Doornbos, dapprima confermato per i test di febbraio 2007 sul Circuito di Manama nel Bahrein, annunciò il passaggio alla serie americana Champ Car nel Minardi Team USA. Venne ingaggiato come collaudatore il tedesco Michael Ammermüller, che svolse anche il ruolo di pilota titolare in GP2 per il team ART Grand Prix.
La Super Aguri confermò Takuma Satō e ingaggiò Anthony Davidson rimpiazzando di Sakon Yamamoto che, retrocesso al ruolo di collaudatore, prese parte al campionato GP2 per il team Ocean Racing Technology. Altri acquisti si registrarono nella scuderia olandese Spyker, motorizzata Ferrari, che oltre a confermare il connazionale Christijan Albers, assunse il tedesco Adrian Sutil come secondo pilota al posto del portoghese Tiago Monteiro, passato al campionato World Touring Car Championship (WTCC). Come collaudatori vennero ingaggiati il malese Fairuz Fauzy, che partecipava anche alla World Series by Renault per il team Cram Competition, lo spagnolo Adrián Vallés, il tedesco Markus Winkelhock e l'olandese Giedo van der Garde che in un primo momento era stato messo sotto contratto come collaudatore dalla Super Aguri, ma l'accordo venne annullato a causa di un contenzioso sulla firma del contratto da parte della squadra nipponica. Infine la scuderia satellite della Red Bull, la Toro Rosso, confermò poco prima dell'inizio della stagione l'italiano Vitantonio Liuzzi e lo statunitense Scott Speed come prime guide, mentre lo svizzero Neel Jani svolse il ruolo di collaudatore.

### Tabella riassuntiva
Le seguenti scuderie e piloti hanno preso parte al campionato; i numeri ufficiali dei piloti sono stati assegnati dalla lista di iscrizione FIA del 4 dicembre 2006. Tutti i dettagli sulle squadre sono ripresi dal sito ufficiale della Formula 1 ad eccezione di quelli segnati in nota. Tutti i motori di Formula 1 erano conformi alle specifiche introdotte nel 2006: V8 di 2.4 litri.
| Scuderia                    | Costruttore       | Telaio | Motore           | Gomme | N. | Piloti               | GP        | N. | Collaudatori                                                     |
| --------------------------- | ----------------- | ------ | ---------------- | ----- | -- | -------------------- | --------- | -- | ---------------------------------------------------------------- |
| Vodafone McLaren Mercedes   | McLaren-Mercedes  | MP4-22 | Mercedes FO 108T | B     | 1  | Fernando Alonso      | Tutti     | 31 | Pedro de la Rosa Gary Paffett                                    |
| Vodafone McLaren Mercedes   | McLaren-Mercedes  | MP4-22 | Mercedes FO 108T | B     | 2  | Lewis Hamilton       | Tutti     | 31 | Pedro de la Rosa Gary Paffett                                    |
| ING Renault F1 Team         | Renault           | R27    | Renault RS27     | B     | 3  | Giancarlo Fisichella | Tutti     | 32 | Ricardo Zonta Nelson Piquet Jr.                                  |
| ING Renault F1 Team         | Renault           | R27    | Renault RS27     | B     | 4  | Heikki Kovalainen    | Tutti     | 32 | Ricardo Zonta Nelson Piquet Jr.                                  |
| Scuderia Ferrari Marlboro   | Ferrari           | F2007  | Ferrari 056      | B     | 5  | Felipe Massa         | Tutti     | 33 | Luca Badoer Marc Gené Michael Schumacher                         |
| Scuderia Ferrari Marlboro   | Ferrari           | F2007  | Ferrari 056      | B     | 6  | Kimi Räikkönen       | Tutti     | 33 | Luca Badoer Marc Gené Michael Schumacher                         |
| Honda Racing F1 Team        | Honda             | RA107  | Honda RA807E     | B     | 7  | Jenson Button        | Tutti     | 34 | Christian Klien Mike Conway                                      |
| Honda Racing F1 Team        | Honda             | RA107  | Honda RA807E     | B     | 8  | Rubens Barrichello   | Tutti     | 34 | Christian Klien Mike Conway                                      |
| BMW Sauber F1 Team          | BMW               | F1.07  | BMW P86/7        | B     | 9  | Nick Heidfeld        | Tutti     | 35 | Sebastian Vettel Timo Glock Ho-Pin Tung                          |
| BMW Sauber F1 Team          | BMW               | F1.07  | BMW P86/7        | B     | 10 | Robert Kubica        | 1–6, 8–17 | 35 | Sebastian Vettel Timo Glock Ho-Pin Tung                          |
| BMW Sauber F1 Team          | BMW               | F1.07  | BMW P86/7        | B     | 10 | Sebastian Vettel     | 7         | 35 | Sebastian Vettel Timo Glock Ho-Pin Tung                          |
| Panasonic Toyota Racing     | Toyota            | TF107  | Toyota RVX-07    | B     | 11 | Ralf Schumacher      | Tutti     | 36 | Franck Montagny Kohei Hirate Kamui Kobayashi                     |
| Panasonic Toyota Racing     | Toyota            | TF107  | Toyota RVX-07    | B     | 12 | Jarno Trulli         | Tutti     | 36 | Franck Montagny Kohei Hirate Kamui Kobayashi                     |
| Red Bull Racing             | Red Bull-Renault  | RB3    | Renault RS27     | B     | 14 | David Coulthard      | Tutti     | 37 | Robert Doornbos Michael Ammermüller                              |
| Red Bull Racing             | Red Bull-Renault  | RB3    | Renault RS27     | B     | 15 | Mark Webber          | Tutti     | 37 | Robert Doornbos Michael Ammermüller                              |
| AT&T Williams               | Williams-Toyota   | FW29   | Toyota RVX-07    | B     | 16 | Nico Rosberg         | Tutti     | 38 | Narain Karthikeyan Kazuki Nakajima                               |
| AT&T Williams               | Williams-Toyota   | FW29   | Toyota RVX-07    | B     | 17 | Alexander Wurz       | 1–16      | 38 | Narain Karthikeyan Kazuki Nakajima                               |
| AT&T Williams               | Williams-Toyota   | FW29   | Toyota RVX-07    | B     | 17 | Kazuki Nakajima      | 17        | 38 | Narain Karthikeyan Kazuki Nakajima                               |
| Scuderia Toro Rosso         | STR-Ferrari       | STR2   | Ferrari 056      | B     | 18 | Vitantonio Liuzzi    | Tutti     | 39 | Neel Jani                                                        |
| Scuderia Toro Rosso         | STR-Ferrari       | STR2   | Ferrari 056      | B     | 19 | Scott Speed          | 1–10      | 39 | Neel Jani                                                        |
| Scuderia Toro Rosso         | STR-Ferrari       | STR2   | Ferrari 056      | B     | 19 | Sebastian Vettel     | 11–17     | 39 | Neel Jani                                                        |
| Etihad Aldar Spyker F1 Team | Spyker-Ferrari    | F8-VII | Ferrari 056      | B     | 20 | Adrian Sutil         | Tutti     | 40 | Fairuz Fauzy Adrián Vallés Markus Winkelhock Giedo van der Garde |
| Etihad Aldar Spyker F1 Team | Spyker-Ferrari    | F8-VII | Ferrari 056      | B     | 21 | Christijan Albers    | 1–9       | 40 | Fairuz Fauzy Adrián Vallés Markus Winkelhock Giedo van der Garde |
| Etihad Aldar Spyker F1 Team | Spyker-Ferrari    | F8-VII | Ferrari 056      | B     | 21 | Markus Winkelhock    | 10        | 40 | Fairuz Fauzy Adrián Vallés Markus Winkelhock Giedo van der Garde |
| Etihad Aldar Spyker F1 Team | Spyker-Ferrari    | F8-VII | Ferrari 056      | B     | 21 | Sakon Yamamoto       | 11–17     | 40 | Fairuz Fauzy Adrián Vallés Markus Winkelhock Giedo van der Garde |
| Super Aguri F1              | Super Aguri-Honda | SA07   | Honda RA807E     | B     | 22 | Takuma Satō          | Tutti     | 41 | Sakon Yamamoto James Rossiter                                    |
| Super Aguri F1              | Super Aguri-Honda | SA07   | Honda RA807E     | B     | 23 | Anthony Davidson     | Tutti     | 41 | Sakon Yamamoto James Rossiter                                    |

- In corsivo sono indicati i collaudatori che hanno partecipato alla prima sessione di prove del venerdì nei Gran Premi.

## Circuiti e gare

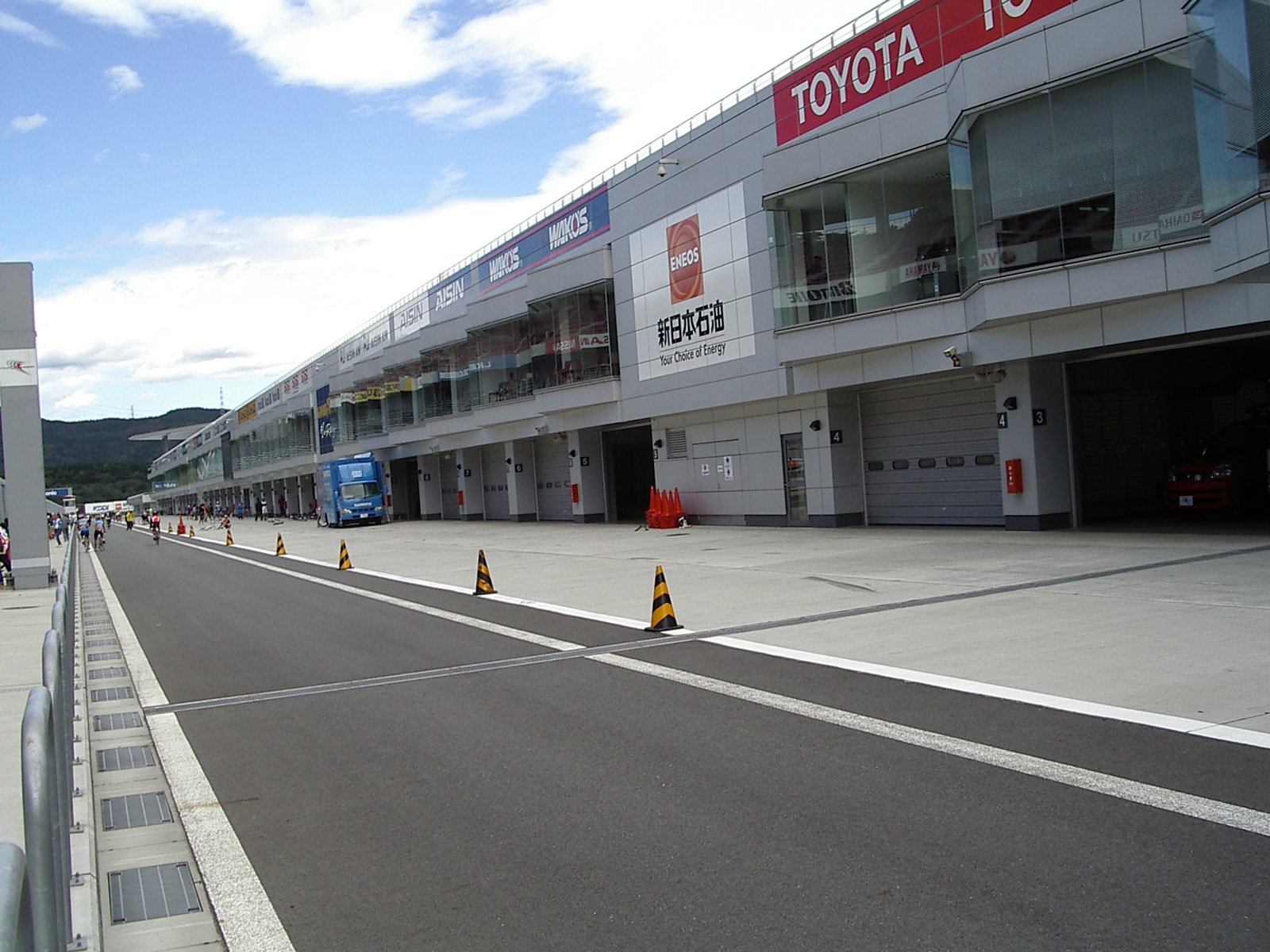
La nuova pit-lane del Fuji speedway.

Per ciò che concerne i circuiti i cambiamenti più notevoli avvennero in quello di Fuji, rinnovato nelle tribune e nella zona della pitlane. La pista venne dotata del rettilineo più lungo del mondiale, con 1.5 km di percorrenza, e di dodici curve, piuttosto impegnative rispetto alla versione conosciuta nella metà degli anni '70. Nel corso del weekend di Monza la Fia annunciò che dal 2009 le piste di Suzuka e del Fuji avrebbero ospitato alternativamente il Gran Premio del Giappone.
Nel Circuito di Catalogna, sede del Gran Premio di Spagna, fu inserita una nuova chicane nel rettilineo antistante l'Europcar e la New Holland. Queste modifiche vennero fatte per rallentare le vetture prima del rettilineo principale, nella speranza di fornire più occasioni di sorpasso.
Altre modifiche interessarono il Circuito di Spa-Francorchamps, sede del Gran Premio del Belgio, che subì cambiamenti sostanziali nella chicane del Bus Stop e con la nuova zona dei box e del parco chiuso, totalmente riprogettata.

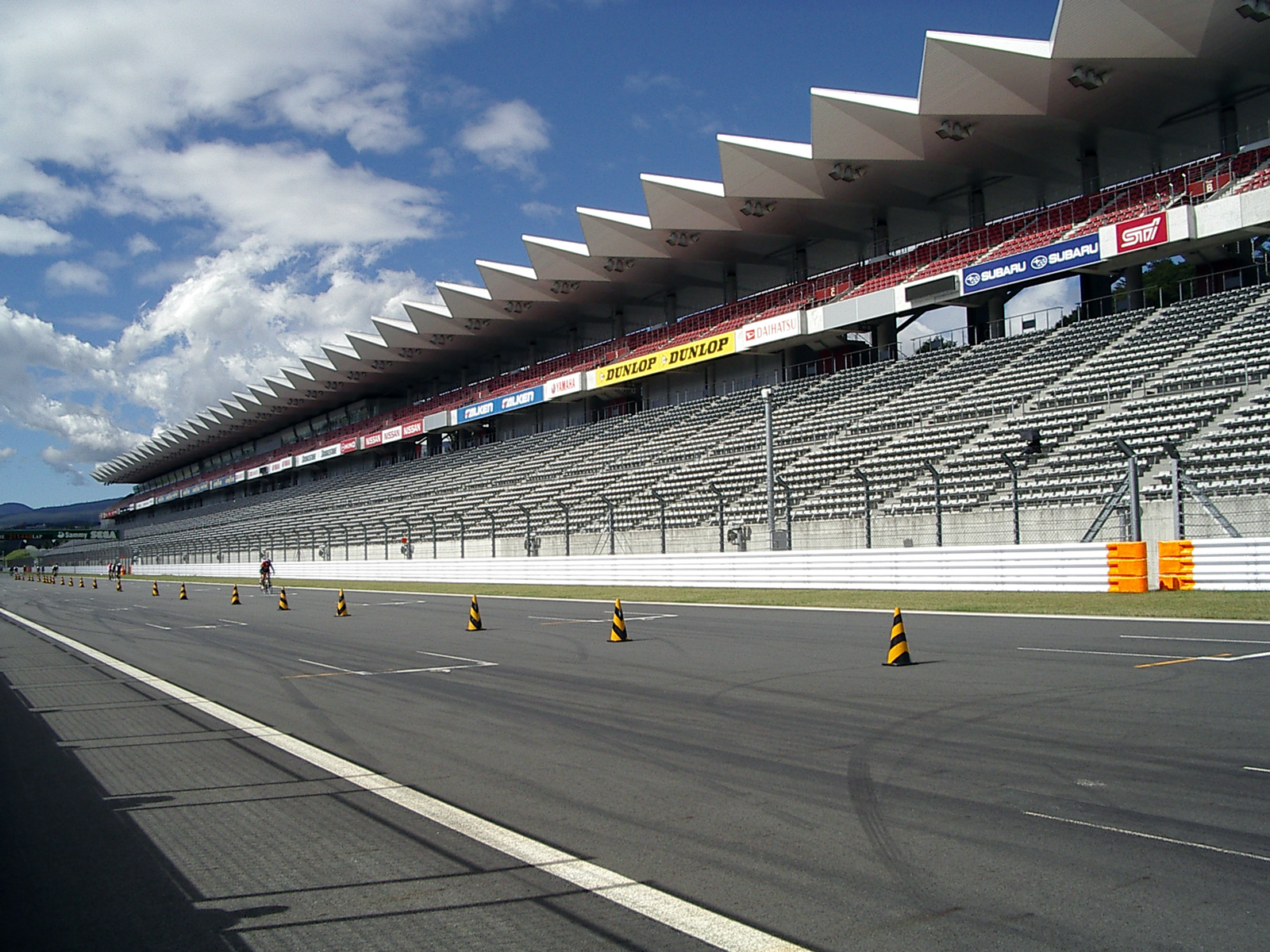
Le nuove tribune del Fuji Speedway.

Per ciò che riguarda i Gran Premi, a stagione già iniziata, il 14 aprile 2007, venne annunciata l'assenza in calendario del Gran Premio di Germania, dopo più di mezzo secolo di svolgimento ininterrotto dal 1955, anno della tragedia della 24 Ore di Le Mans, con l'eccezione del 1960, quando si corse una prova di Formula 2 sulla pista "Sudschleife" del Nürburgring, a causa di un mancato accordo tra le proprietà dei due circuiti tedeschi sui diritti del nome della corsa. In questo caso, il Nürburgring controllava i diritti del nome "Gran Premio d'Europa" e Hockenheim controllava i diritti del nome "Gran Premio di Germania". L'evento che si disputò al Nürburgring come decima prova del campionato mondiale ebbe la dizione di "Grosser Preis von Europa" confermata anche dal sito ufficiale del circuito del Nürburgring.

## Riprese televisive
Per la prima volta, la Formula One Management diffuse prove e gare in widescreen anamorfico e ad alta definizione per i televisori 16:9. Ma solo l'emittente televisiva britannica ITV, le tedesche RTL e Premiere, la TF1 francese e le spagnole Telecinco e TV3 vennero considerate idonee a trasmettere tale servizio in questa stagione. Anche la Rai, il 13 marzo, annunciò che avrebbe trasmesso, come negli anni passati, sia le qualifiche del sabato che la gara.
Intanto, l'interesse di Sky Italia (già detentrice dei diritti per l'A1 Grand Prix) sulla massima categoria, divenuto sempre più pressante dopo l'annuncio del ritorno delle riprese in alta definizione su schermo anamorfico, si concretizzò il 21 maggio 2007 quando l'emittente di Rupert Murdoch annunciò l'acquisizione dei diritti televisivi dal Gran Premio di Monaco e per le stagioni 2008 e 2009.

## Modifiche al regolamento

### Regolamento tecnico

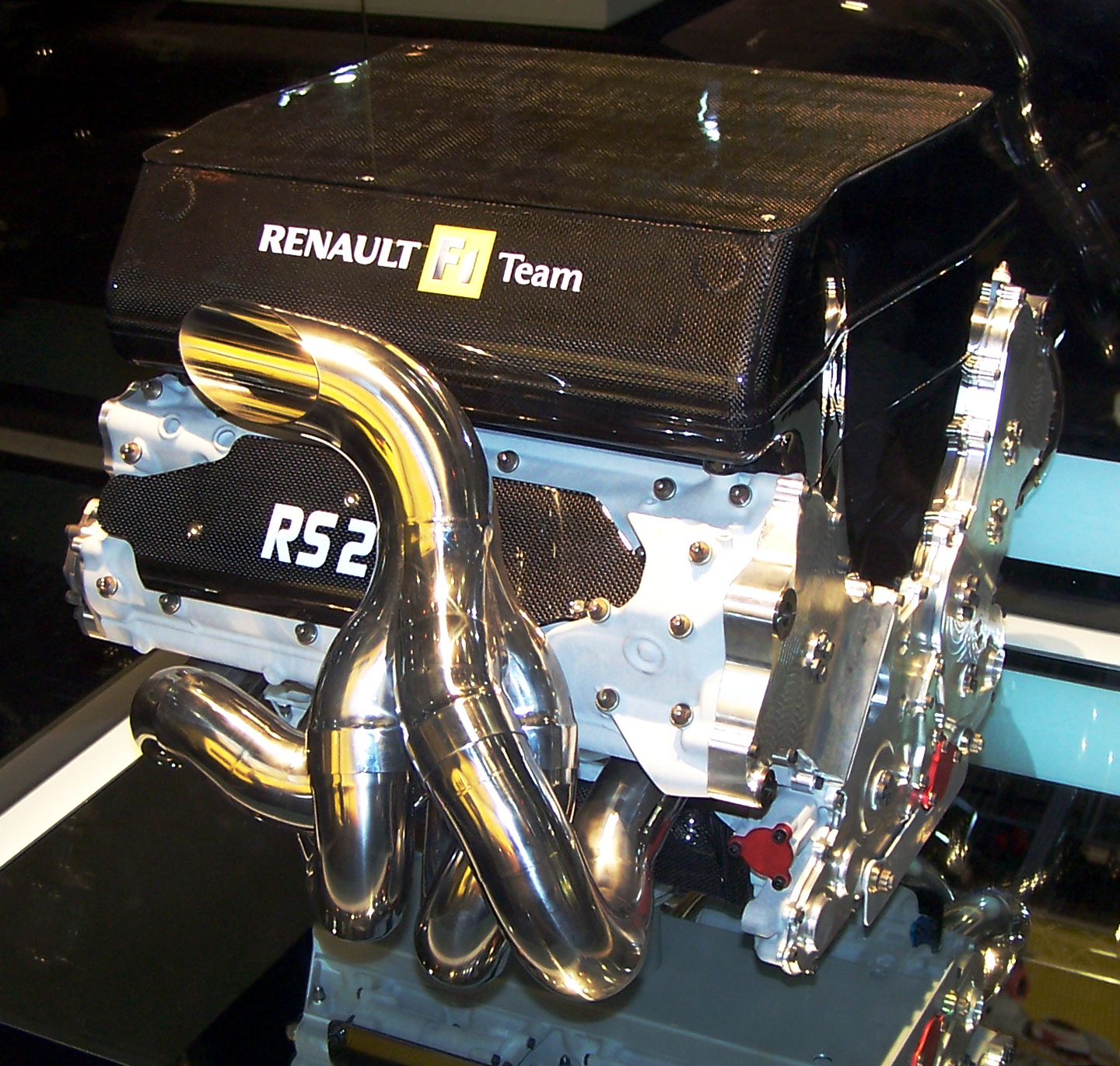
Il motore della Renault nel 2007 utilizzato, oltre che dalla scuderia francese, anche dalla Red Bull Racing, che abbandonò dopo un anno la fornitura della Ferrari in favore della casa francese.

La novità più importante del 2007 era rappresentata dal congelamento dei motori nei progetti e nelle caratteristiche, avvenuto al termine del 2006. Originariamente il modello sarebbe dovuto rimanere quello del propulsore presentato da ciascuna squadra al Gran Premio del Giappone 2006; su di esso vennero quindi autorizzate solo modifiche di rifinitura allo scopo di portare il regime massimo di rotazione del V8 a 19.000 giri (la Cosworth sosteneva di poter raggiungere con i suoi propulsori un regime di 20.000 giri). Ciò significava che se qualcuno avesse commesso qualche errore nel progetto, avrebbe dovuto portarselo dietro per due anni.
Dopo la firma del Memorandum of Understanding e il tacito rinnovo del Patto della Concordia, che stabiliva i criteri della gestione finanziaria fino a tutto il 2012, nacque un nuovo organismo decisionale, la Formula One Commission che in stretta sinergia con la FIA, il World Motor Sporting Council e l'Assemblea Generale come primo atto ufficiale aveva espresso l'intenzione di allungare almeno di altri due anni tale blocco degli sviluppi al progetto sui motori, e quindi nelle previsioni fino al 2010 quando venne preventivato un ritorno ai motori sovralimentati, eventualmente a ciclo Diesel.
Nella versione definitiva le norme erano state rese piuttosto elastiche. Al 15 dicembre 2006 le squadre avevano presentato alla FIA una lista di componenti da sostituire rispetto alla versione omologata alla fine dell'anno, in maniera da garantire l'affidabilità. Dopodiché la realizzazione materiale del motore poteva avvenire soltanto entro marzo del 2007, due mesi dopo la presentazione ufficiale delle nuove vetture. Da quel momento furono consentite, previa approvazione della FIA, altre modifiche per cause di forza maggiore, quali il fallimento di un fornitore o l'uscita di produzione di un componente, oppure per diminuire i costi di produzione. Per il 2007 rimase confermata la regola del motore che deve durare due gare, con l'unica differenza che nelle tre sessioni libere del venerdì e del sabato mattina venne consentito il cambio dei propulsori.
Con questa decisione la FIA cercò di compensare l'introduzione automatica di un tetto (circa 30.000 km) ai test privati, svolti sotto la supervisione diretta della Federazione e in periodi prestabiliti, nonché la sparizione della presenza di un terzo pilota collaudatore nelle prove libere del venerdì, rimanendo naturalmente a disposizione soltanto per le sessioni di test. Perciò, quei team piazzati dalla quinta all'undicesima posizione non furono più tenuti a schierare le terze guide, così come facevano già le prime quattro classificate.

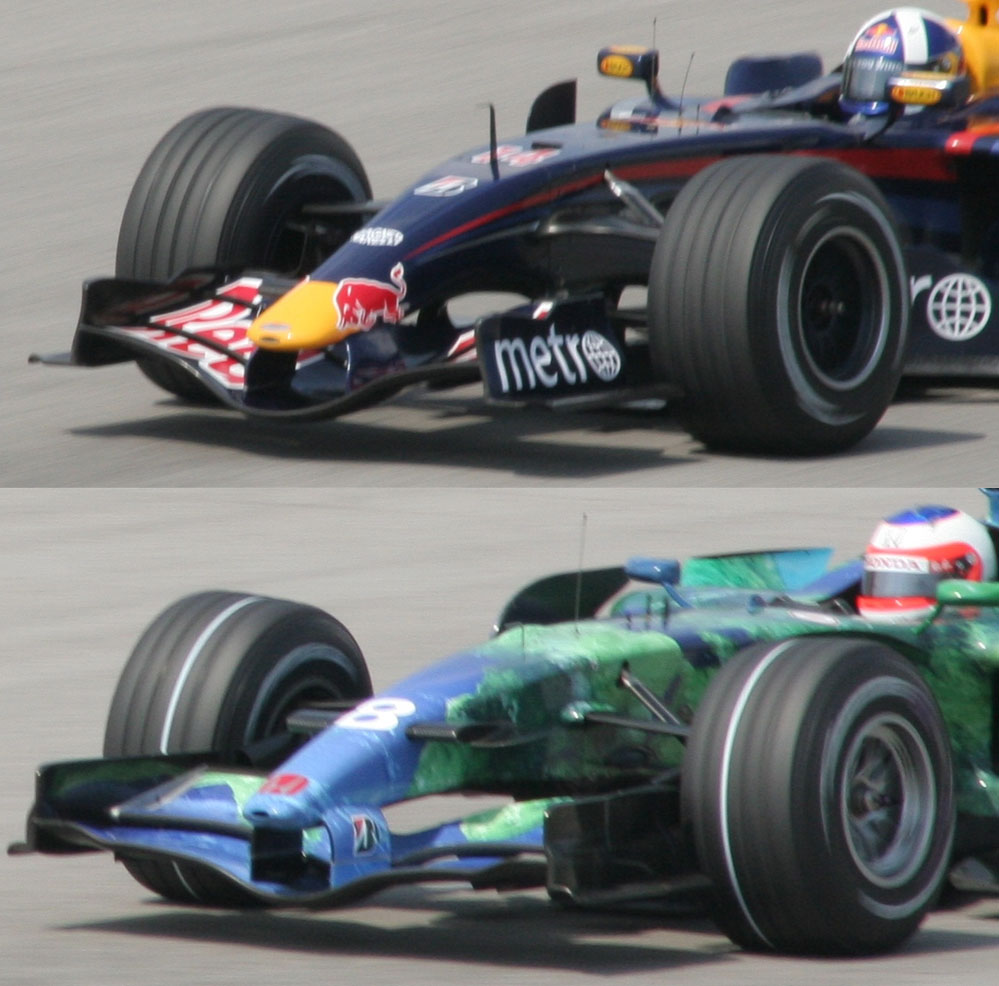
Gli pneumatici forniti dalla Bridgestone per il 2007: per distinguere gli pneumatici a mescola dura (sopra) da quelli a mescola morbida (sotto), l'azienda giapponese decise, a partire dal secondo appuntamento stagionale, di distinguerle aggiungendo una linea bianca sulle coperture a mescola più tenera.

La seconda novità importante del 2007 riguardò la fornitura unica degli pneumatici ad opera della Bridgestone, che rifornirà le scuderie di Formula 1 in esclusiva fino al 2010. Rispetto al 2006 gli pneumatici mantennero le consuete quattro scanalature, ma divennero più dure e scivolose. Ciascun pilota poteva scegliere durante la gara due tipi di pneumatici da asciutto, ma veniva obbligato a utilizzare almeno in una sezione della gara (ad esempio tra il primo e il secondo pit stop, e così via) anche un set del tipo di pneumatici scartato in precedenza.
Per visualizzare le differenze tra i due diversi set degli pneumatici, nella prima gara stagionale si utilizzò il sistema di un pallino rosso posto sulla fiancata della gomma, però tale sistema risultava pressoché invisibile a spettatori e commissari con la vettura in movimento: a partire dalla seconda gara, il Gran Premio della Malesia, si utilizzò il sistema della striscia bianca che percorreva una scanalatura dello pneumatico.
In ogni caso le gomme vennero fornite in ragione della revisione del Regolamento Sportivo, che assegnò un totale di 14 set di pneumatici tra asciutto, intermedio e bagnato; potevano essere utilizzati quattro set soltanto al venerdì, e 10 set per il resto del weekend.

### Regolamento sportivo

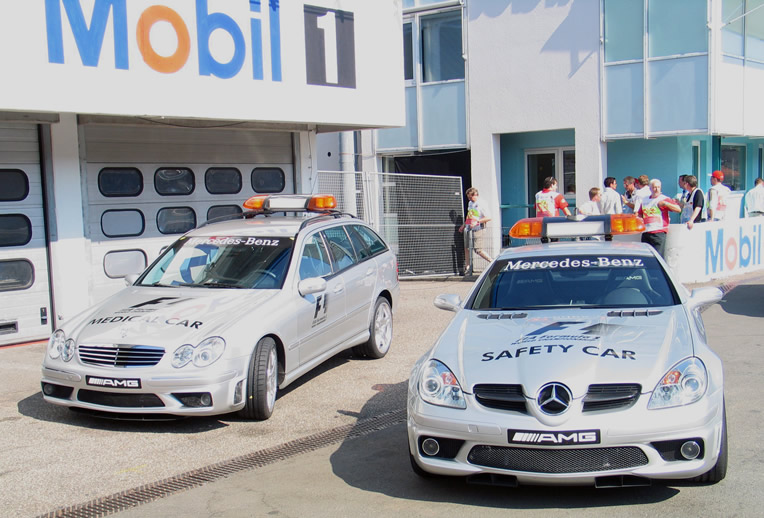
La medical car e la safety car parcheggiate nel paddock di Hockenheim: la partnership con Mercedes venne nuovamente confermata.

Una terza novità per il 2007 arrivò nelle procedure di gara: infatti, oltre alle consuete segnalazioni con le bandiere da parte dei commissari di pista, le vetture furono dotate di segnali interni nella cabina di guida, di colore rosso, blu e giallo. Lo scopo era quello di fornire maggiori e tempestive informazioni a quei piloti che non avevano avuto il tempo – o non avevano voluto vedere – i segnali delle condizioni sulla pista. Le luci dovevano essere a Led ciascuna con un diametro minimo di 5mm e posizionate nella visuale ottimale per il pilota.
Per dare alle squadre di soccorso una indicazione immediata della severità dell'incidente ogni vettura venne munita di una luce di emergenza direttamente connessa con un registratore di dati della FIA. La luce doveva accendersi verso l'alto e mettersi nella parte superiore della cella di sopravvivenza a non più di 150mm tra la linea centrale della vettura e la parte anteriore di apertura della cabina di guida e vicino all'interruttore neutro che era azionato praticamente dal commissario della pista.
Il rollbar dei piloti con numero di gara inferiore di una stessa squadra venne colorato di arancione/rosso, anziché di nero, mentre il rollbar delle vetture dei piloti con numero di gara maggiore divenne di colore giallo; tutto questo per agevolare sia commissari che spettatori che poterono distinguere i diversi piloti di uno stesso team con maggiore facilità.
Le due sessioni di prove libere del venerdì furono aumentate nella durata, e passarono da 60 minuti a 90 minuti. Ogni scuderia poteva schierare due vetture, che venivano utilizzate dai due piloti titolari o, in sostituzione, del terzo pilota che, a differenza del 2006, era autorizzato a partecipare liberamente soltanto alla prima sessione di prove libere del venerdì. Se avesse preso parte a qualsiasi sessione dopo a partire dalla seconda del venerdì avrebbe dovuto partecipare anche a qualifiche ufficiali e gara.
La pit lane venne chiusa durante il periodo di uscita della Safety car e ciò impedì ai piloti di entrare pressoché tutti insieme ai box per rifornire e cambiare gli pneumatici immediatamente prima dell'entrata in pista della vettura di sicurezza. In più, tutte le vetture doppiate che si trovavano dietro al pilota in testa alla gara, subito dopo l'uscita in pista della vettura di sicurezza furono autorizzate, in accordo con i commissari di gara, a sorpassarla con velocità ridotta per riposizionarsi alla fine dello schieramento, naturalmente mantenendo le posizioni originarie tra di loro, in funzione di evitare qualsiasi confusione o malinteso.

## Lo scandalo del furto dei progetti Ferrari e la sanzione alla McLaren
Lo scandalo dei progetti rubati alla Ferrari e ceduti alla McLaren vide protagonisti il tecnico della Ferrari Nigel Stepney e il capo progettista della McLaren Mike Coughlan. La FIA convocò un consiglio speciale il 26 luglio per indagare sulle responsabilità del sodalizio britannico e decidere sulle eventuali penalizzazioni da attuare. Inizialmente venne pronunciata una sentenza, ai sensi della quale la McLaren Mercedes venne assolta poiché non esistevano prove del fatto che la McLaren avesse concretamente usufruito delle indicazioni contenute nelle oltre 780 pagine sottratte alla Ferrari, applicandole nel progetto inerente alla monoposto partecipante al campionato mondiale di Formula 1 precisando tuttavia che qualora la Ferrari fosse riuscita a dimostrare gli effettivi danni ricevuti, la McLaren sarebbe stata conseguentemente sanzionata. Con la sentenza del consiglio della FIA del 13 settembre del 2007, fu acclarata la responsabilità della McLaren e deliberata per essa l'azzeramento dei punti della classifica costruttori con la conseguente assegnazione del Titolo costruttori 2007 alla Scuderia Ferrari.

## Riassunto della stagione

### Gran Premio d'Australia

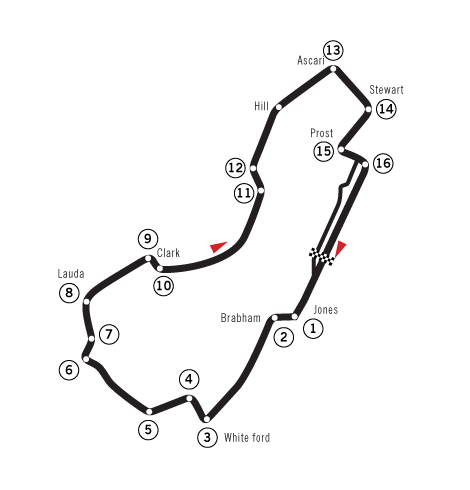
Il circuito di Melbourne, ricavato all'interno dell'omonimo parco.

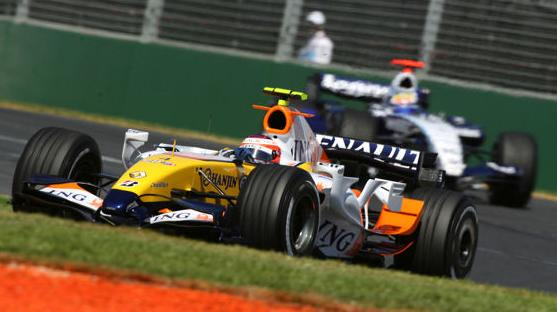
Heikki Kovalainen in azione nel corso del Gran Premio d'Australia.

La stagione prese il via, come di consueto, il 18 marzo in Australia; per la prima volta dal Gran Premio di Spagna 1986 nessuna monoposto partecipante era dotata dei motori preparati dalla Cosworth, inoltre il fine settimana australiano si rivelò il primo ad essere ripreso dalla Formula One Management in widescreen anamorfico e in alta definizione per i televisori 16:9. Le qualifiche videro un acceso confronto tra Kimi Räikkönen e Fernando Alonso, vinto dal finlandese della Ferrari che conquistò la pole position.
Räikkönen confermò anche in gara quanto di buono mostrato nel corso delle prove, dominandola dal primo all'ultimo giro, mentre Alonso subì la pressione dell'esordiente compagno di squadra Lewis Hamilton, il quale superò il pilota spagnolo alla prima curva e lo riuscì a precedere per alcuni giri, ma grazie ad un'azzeccata strategia di gara Alonso sorpassò nuovamente Hamilton; al traguardo giunsero rispettivamente al secondo e al terzo posto. A punti andarono inoltre Nick Heidfeld, Giancarlo Fisichella, Felipe Massa, autore di una grande rimonta dopo essere partito dalla 22ª posizione per la rottura del cambio, Nico Rosberg e Ralf Schumacher.
Il polacco Robert Kubica, dopo aver condotto buona parte della gara davanti al compagno di squadra Heidfeld, venne costretto al ritiro per la rottura del cambio. Si ritirarono anche i due debuttanti Heikki Kovalainen e Adrian Sutil, Christijan Albers, Scott Speed, David Coulthard e Alexander Wurz, questi ultimi protagonisti di un pericoloso incidente a nove giri dalla conclusione.
Un altro fatto rimarchevole riguardò la Super Aguri che, nonostante le polemiche della vigilia provocate dalla casa madre Honda e dalla Spyker, che sostenevano la notevole somiglianza della vettura del 2007 con quella Honda del 2006, disputò, per i mezzi a disposizione, discrete qualifiche e una gara di medio livello con Satō e Davidson che conclusero rispettivamente al 12º e 16º posto.

### Gran Premio della Malesia

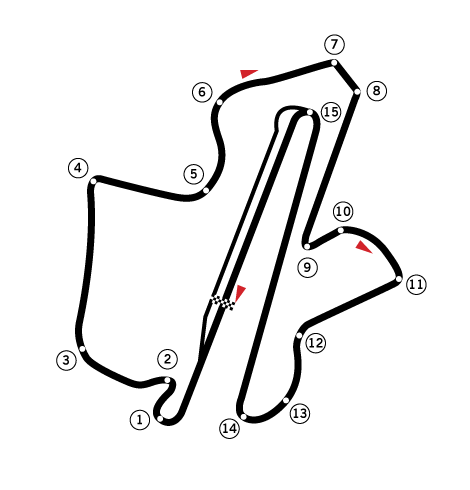
Il circuito di Sepang, l'impianto che dal 1999 ospita il Gran Premio della Malesia.

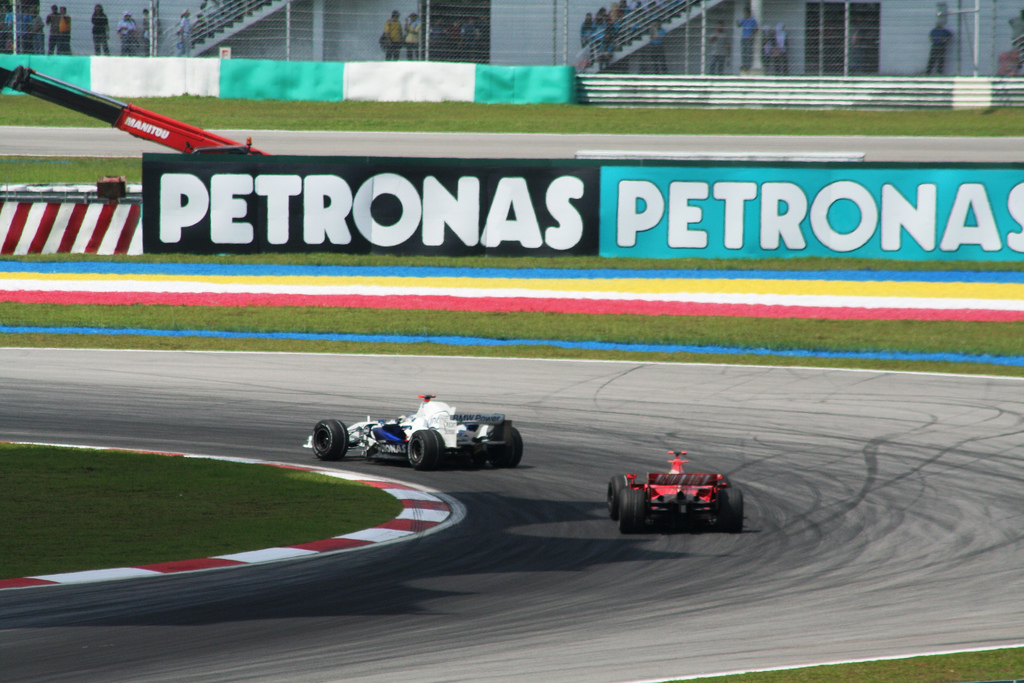
Una fase del duello tra Felipe Massa e Nick Heidfeld nel corso del Gran Premio della Malesia 2007.

Il secondo appuntamento mondiale, da disputarsi in Malesia, vide nuovamente protagoniste la Ferrari e la McLaren. Nelle qualifiche infatti i piloti della Ferrari e della McLaren monopolizzarono le prime due file della griglia di partenza: le vetture della casa di Maranello si piazzarono in prima e terza posizione, rispettivamente con Felipe Massa e Kimi Räikkönen, mentre Alonso ed Hamilton ottennero nell'ordine la seconda e la quarta miglior prestazione.
La gara, caratterizzata dalla solitaria fuga di Alonso, vide il pilota spagnolo accumulare nell'arco di pochi giri un ampio margine che né il compagno di squadra né Massa furono in grado di colmare; quest'ultimo, dopo aver tentato più volte di superare Hamilton, si rese protagonista di un'uscita di pista rientrando in quinta posizione e lasciando strada a Räikkönen.
La gara si concluse quindi con la vittoria di Alonso, seguito da Hamilton e dal finlandese della Ferrari. A punti giunsero Heidfeld, Massa, Fisichella, Trulli e Kovalainen. Durante la gara si ritirarono quattro piloti: Nico Rosberg, Adrian Sutil, David Coulthard e Christijan Albers.
Hamilton si confermò come la sorpresa della stagione, avendo conquistato due podi in due gare; da rimarcare l'inizio stentato della Renault, non competitiva come l'anno precedente, che fece da contraltare, dopo la difficile stagione precedente, all'ottimo rendimento della BMW Sauber, apparente terza forza del campionato.

### Gran Premio del Bahrein

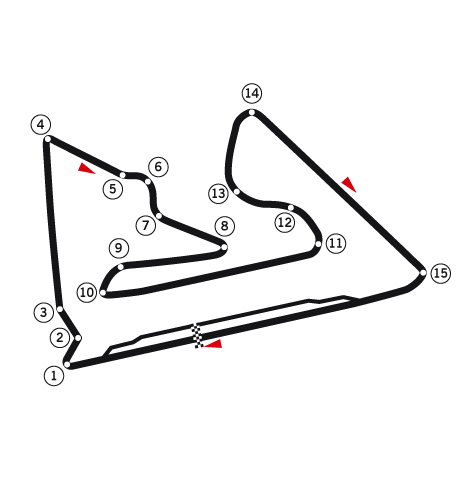
Il circuito di Manama, in Bahrein.

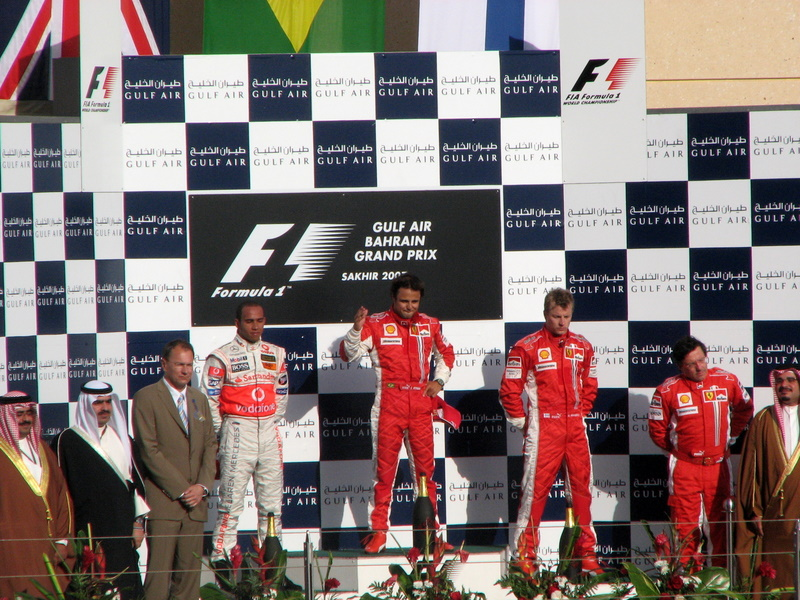
Il podio del Gran Premio del Bahrain 2007. Da sinistra a destra: Lewis Hamilton, Felipe Massa, Kimi Räikkönen e Luca Baldisseri.

Il terzo appuntamento stagionale confermò le buone caratteristiche della Ferrari, che si dimostrò molto competitiva già dalle qualifiche: Felipe Massa infatti ottenne la pole position con un ampio margine nei confronti di Hamilton e del compagno di squadra.
Al via il brasiliano prese il comando, imponendo da subito un ritmo sostenuto che gli permise di vincere la gara: Massa ottenne inoltre il giro più veloce in gara, completando così il cosiddetto hat trick (ovvero pole position, vittoria e giro più veloce). In seconda posizione giunse Lewis Hamilton, che grazie a questo risultato divenne il miglior debuttante di sempre nella storia della categoria: nessuno mai aveva infatti terminato sul podio le prime tre gare della carriera. Sul gradino più basso del podio salì Kimi Räikkönen, anch'egli sempre a podio nelle prime tre gare della stagione.
A punti giunsero infine Heidfeld, per la terza volta consecutiva quarto classificato al traguardo, Alonso, Kubica, che ottenne i primi punti stagionali, e gli italiani Trulli e Fisichella. Tra i ritirati, sei in totale, figurò nuovamente David Coulthard, al terzo ritiro consecutivo.
Dopo tre gare, in testa alla classifica si trovavano tre piloti, Fernando Alonso, Kimi Räikkönen e Lewis Hamilton, tutti a quota 22 punti: era dalla stagione inaugurale, quando Nino Farina, Juan Manuel Fangio e Johnnie Parsons guidavano a 9 punti la classifica, che non si verificava una situazione del genere. Nella classifica costruttori, invece, la McLaren sopravanzò la Ferrari di cinque lunghezze, portandosi a 44.
Il campionato avrebbe poi dovuto recarsi ad Imola, dove si sarebbe dovuto svolgere il Gran Premio di San Marino, ma il mancato raggiungimento di un accordo con gli organizzatori fermò per un mese il campionato; in questo periodo si svolse una sessione di test ufficiali in Spagna, preludio della cosiddetta stagione europea così definita perché tutti i Gran Premi si svolgono in Europa e perché questi costituiscono la maggior parte della stagione stessa.

### Gran Premio di Spagna

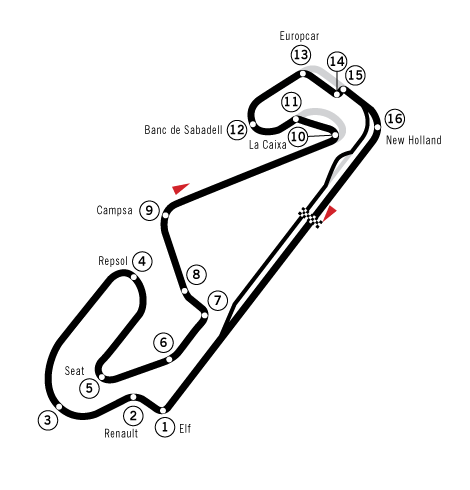
Il tracciato sito a Montmeló, il comune spagnolo che ospita, oltre al Gran Premio automobilistico, anche il Gran Premio motociclistico di Catalogna.

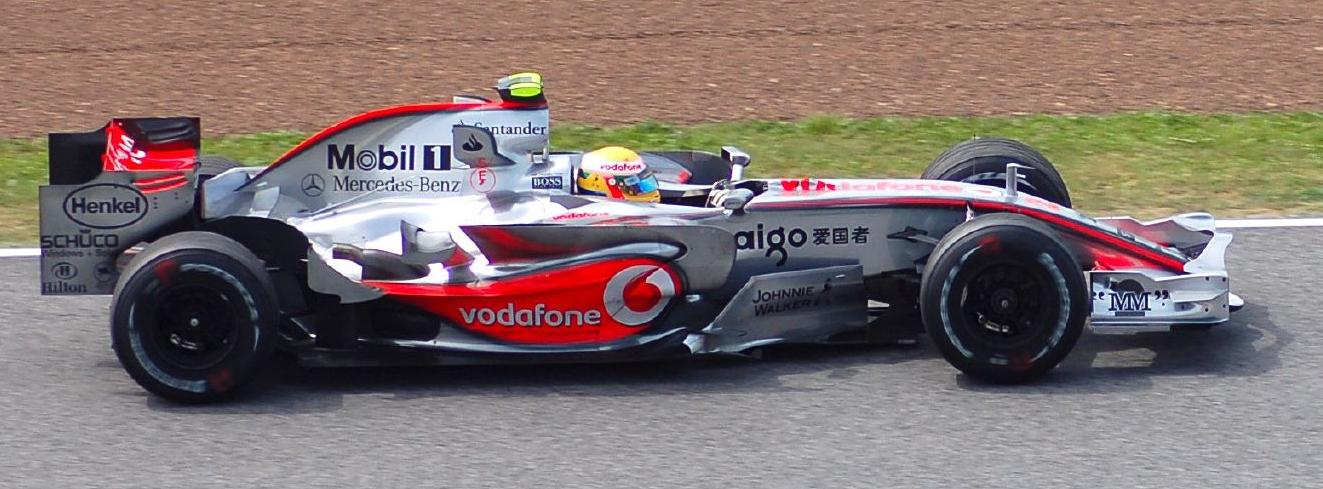
Lewis Hamilton nel corso del Gran Premio di Spagna 2007: il britannico è stato il primo pilota esordiente a comandare in solitario un campionato mondiale di Formula 1.

Il brasiliano Massa ottenne la terza pole position consecutiva precedendo l'idolo di casa Alonso, il compagno di squadra Räikkönen e l'altra McLaren di Hamilton.
Al via Alonso, nel tentativo di completare la manovra di sorpasso nei confronti di Massa, uscì di pista alla prima curva e cedette il passo al compagno di squadra Hamilton che, issatosi in seconda posizione, riuscì a mantenere, fatta eccezione per gli ultimi giri, un distacco minimo da Massa. Lo spagnolo rientrò alle spalle di Räikkönen, il quale venne comunque costretto al ritiro al giro 9 a causa di un problema elettronico.
La gara si concluse quindi con la vittoria di Massa, seguito da Hamilton ed Alonso. A punti giunsero Kubica, Coulthard, Rosberg, Kovalainen e Takuma Sato, che ottenne il primo punto della storia alla scuderia Super Aguri.
Al termine della gara spagnola, costellata da otto ritiri, Hamilton guadagnò la testa della classifica piloti con 30 punti, cosa che mai nessun esordiente alla prima stagione era riuscito da fare.
Al termine di questo Gran Premio, la Super Aguri annunciò di aver assunto come collaudatore James Rossiter.

### Gran Premio di Monaco

Il circuito di Monaco.

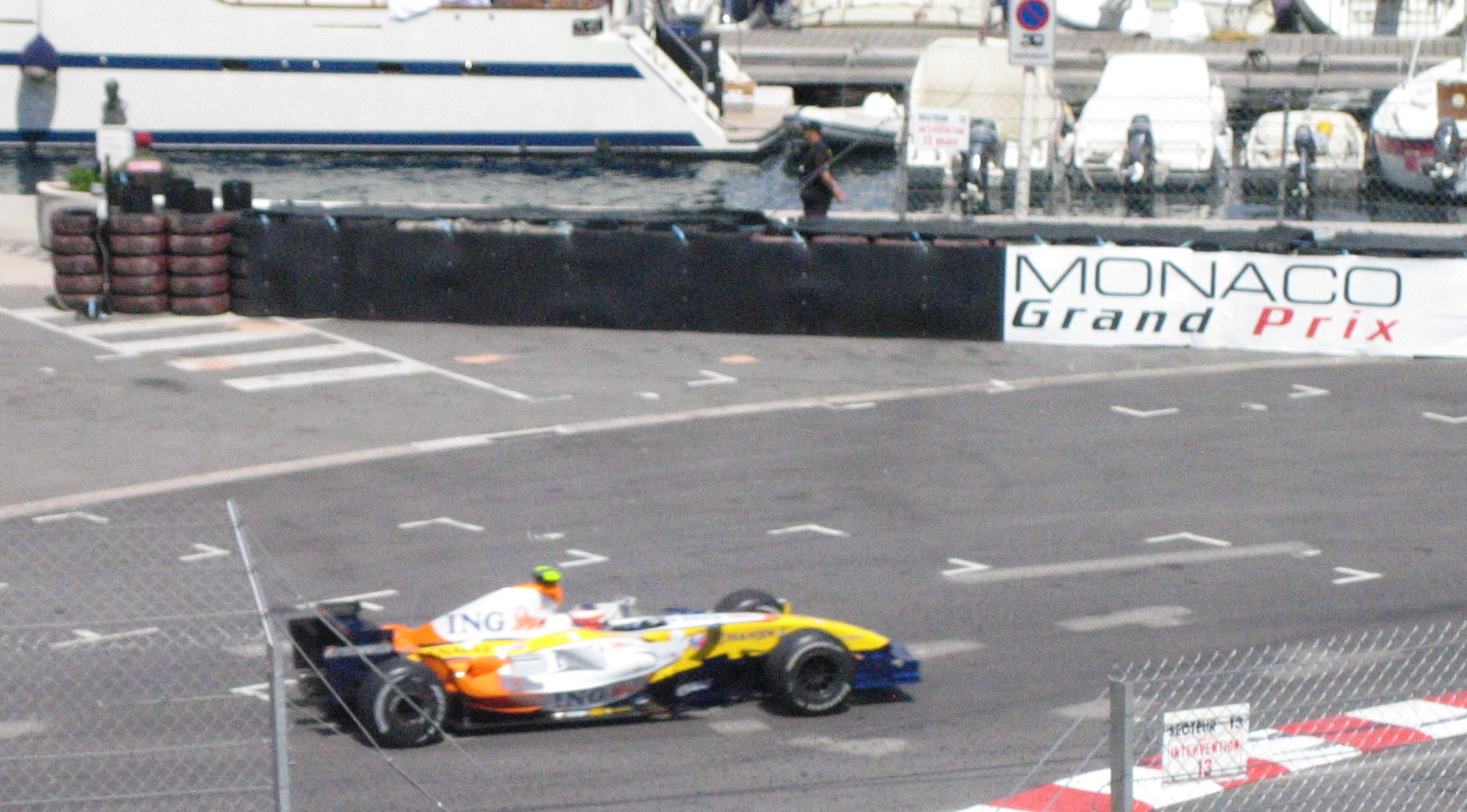
Heikki Kovalainen affronta la Chicane Louis Chiron nel corso del Gran Premio di Monaco.

Fernando Alonso conquistò la pole position davanti a Lewis Hamilton e Felipe Massa approfittando dell'errore commesso da Kimi Räikkönen in Q1, vittima della rottura di una sospensione e pertanto impossibilitato a partecipare alla Q2; il finlandese si trovò così costretto a scattare dalla 16ª posizione in griglia, un fattore altamente penalizzante in un circuito cittadino come quello monegasco.
La gara, avara di sorpassi a causa della conformazione della pista, vide i piloti della McLaren ottenere un'autorevole doppietta, a coronamento di un Gran Premio che li ha visti in grado di doppiare tutti i piloti giunti al traguardo fatta eccezione per Massa, terzo classificato al traguardo. Al termine della stessa circolò una voce secondo la quale un presunto ordine di squadra imposto da Ron Dennis avrebbe congelato le posizioni delle due McLaren, violando un articolo del regolamento sugli ordini di scuderia, vietati dopo il contestatissimo Gran Premio d'Austria del 2002 nel corso del quale Rubens Barrichello ricevette l'ordine di cedere la posizione a Michael Schumacher per fargli vincere la gara. La FIA aprì un'inchiesta e Bernie Ecclestone minacciò addirittura l'esclusione della McLaren dal campionato, ma il 30 maggio la vicenda si concluse con un nulla di fatto, in quanto l'azione della McLaren venne ritenuta regolare.
La vittoria di Alonso venne così confermata: alle sue spalle si classificarono nell'ordine Hamilton, Massa, Fisichella, Kubica, Heidfeld, Wurz e Räikkönen. La lotta per il titolo vedeva Alonso ed Hamilton appaiati in testa a 38 punti, inseguiti da Massa a 33; più staccato Räikkönen, attestatosi a quota 23 punti.

### Gran Premio del Canada

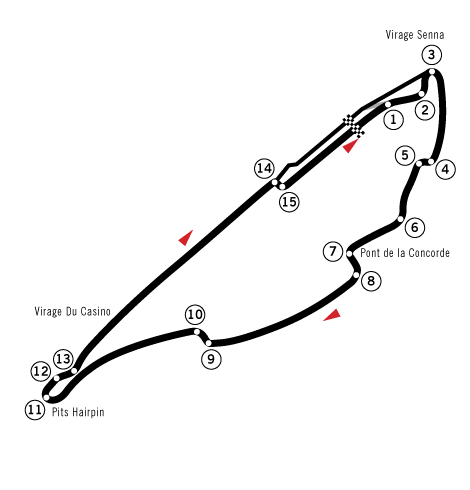
Il tracciato canadese, intitolato a Gilles Villeneuve, sede della prova nordamericana.

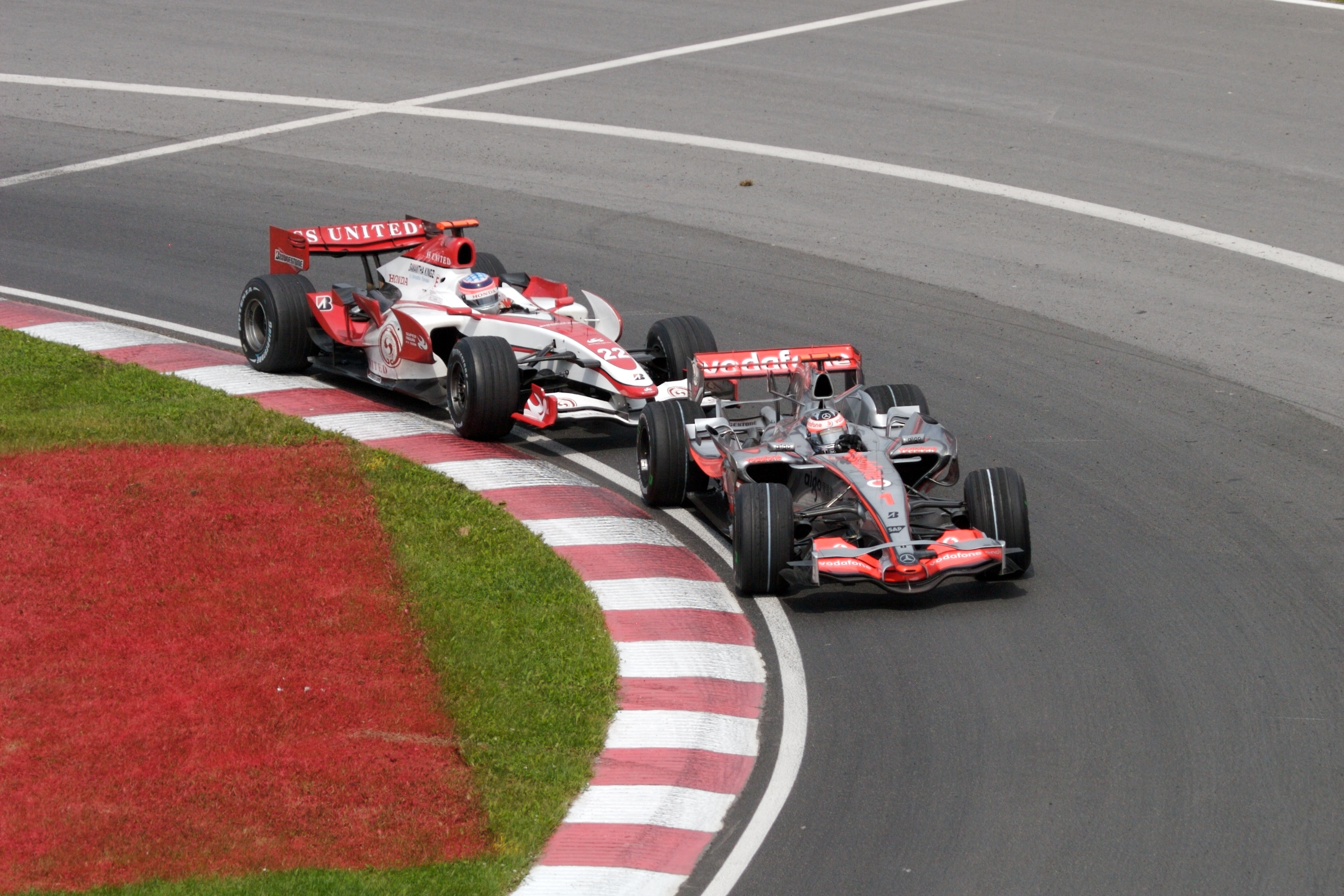
Fernando Alonso si difende da Satō in una fase del Gran Premio del Canada: il giapponese è stata la rivelazione del Gran Premio, essendo riuscito a giungere davanti al campione del mondo in carica.

Dopo cinque gare in cui l'ordine d'arrivo della gara era stato spesso uguale all'ordine di partenza, la gara in Canada vide molti sorpassi e duelli, causati anche della inadeguatezza delle vie di fuga del circuito che obbligarono la safety Car a effettuare ben quattro uscite.
Lewis Hamilton ottenne la sua prima affermazione in carriera, a coronamento di un fine settimana che l'aveva visto ottenere la prima pole position in carriera: grazie alla vittoria, il pilota britannico incrementò il suo vantaggio in classifica nei confronti dei suoi inseguitori. Sul podio, insieme a Hamilton, salirono anche Nick Heidfeld ed Alexander Wurz, autore di una gara concreta e regolare: per la prima volta in stagione la Ferrari non riuscì a portare un pilota sul podio.
A punti giunsero Heikki Kovalainen, capace di conquistare la quarta posizione malgrado un incidente occorsogli nel corso delle prove libere e il cambio del motore nelle qualifiche che lo fece retrocedere di dieci posizioni in griglia di partenza, Räikkönen e Satō, autore di una grande gara e capace, nel finale, di superare sia Ralf Schumacher sia Fernando Alonso, in grande difficoltà.
La gara venne inoltre segnata dalle squalifiche di Giancarlo Fisichella e Felipe Massa, usciti dalla pitlane quando il semaforo era ancora rosso e in regime di safety Car, e dal terribile incidente occorso a Robert Kubica.: il pilota polacco non riportò serie conseguenze, anche se in un primo momento gli vennero diagnosticate la frattura della gamba e diverse contusioni; dopo una serie di controlli più approfonditi, venne appurato che Kubica avesse riportato un leggero trauma cranico e la distorsione di una caviglia e non potette partecipare al Gran Premio degli Stati Uniti d'America. Anche Jarno Trulli, a causa di un problema alle sospensioni, fu protagonista di un incidente mentre Jenson Button si ritirò dopo pochi metri per il mancato inserimento durante la partenza della prima marcia.
I risultati maturati al termine del Gran Premio canadese cambiarono radicalmente la situazione in classifica: Hamilton salì a quota 48 punti ritrovandosi da solo in testa e staccando il compagno di squadra Alonso di ben 8 lunghezze. Ancora più lontani i piloti della Ferrari, che subivano già un passivo in doppia cifra.

### Gran Premio degli Stati Uniti d'America

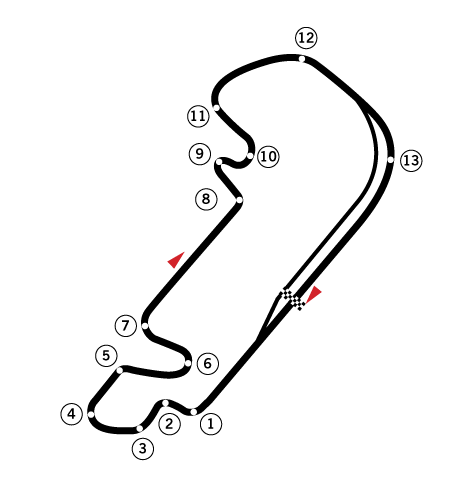
Il circuito di Indianapolis, sede della prova statunitense.

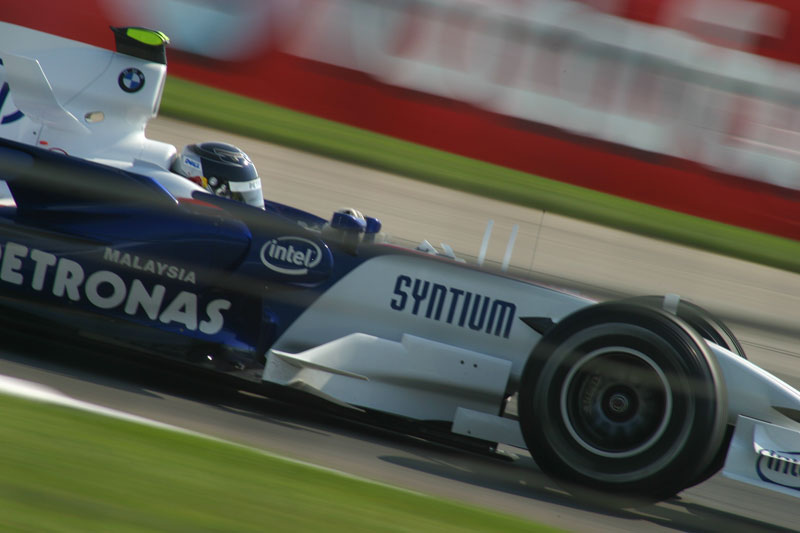
Sebastian Vettel impegnato alla guida della BMW Sauber in una fase del Gran Premio degli Stati Uniti: al debutto in Formula 1 divenne, grazie all'ottavo posto ottenuto, il pilota più giovane di sempre a conquistare punti.

La settimana successiva ebbe luogo il Gran Premio degli Stati Uniti d'America, nello storico circuito di Indianapolis: sebbene Hamilton non vi avesse mai corso, l'inglese ottenne per la seconda volta consecutiva la pole position e la conseguente vittoria.
Diversamente da quanto accaduto in Canada, però, dovette contenere gli attacchi del compagno di squadra Alonso, che per tutta la durata del Gran Premio lo incalzò e tentò per due volte, ma senza risultato, il sorpasso. Alle spalle dei piloti della McLaren giunsero le Ferrari, con Massa che precedette Räikkönen. A punti anche Kovalainen, Trulli, Mark Webber e l'esordiente Sebastian Vettel, in sostituzione dell'infortunato Kubica. Con questo risultato Vettel diventò il più giovane pilota ad ottenere punti nella storia della Formula 1. Al termine di questo Gran Premio la McLaren guidava entrambe le classifiche, con Hamilton davanti a Massa di ben 19 punti.

### Gran Premio di Francia

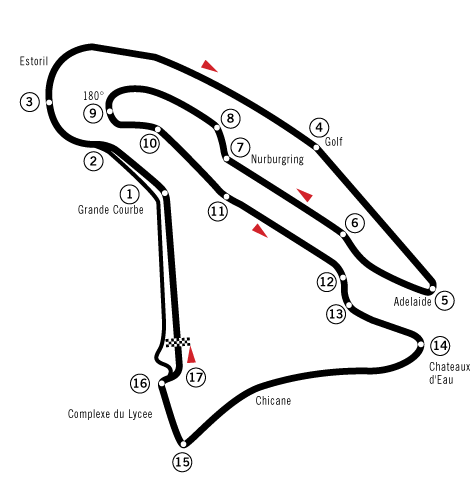
Il tracciato sede del Gran Premio di Francia.

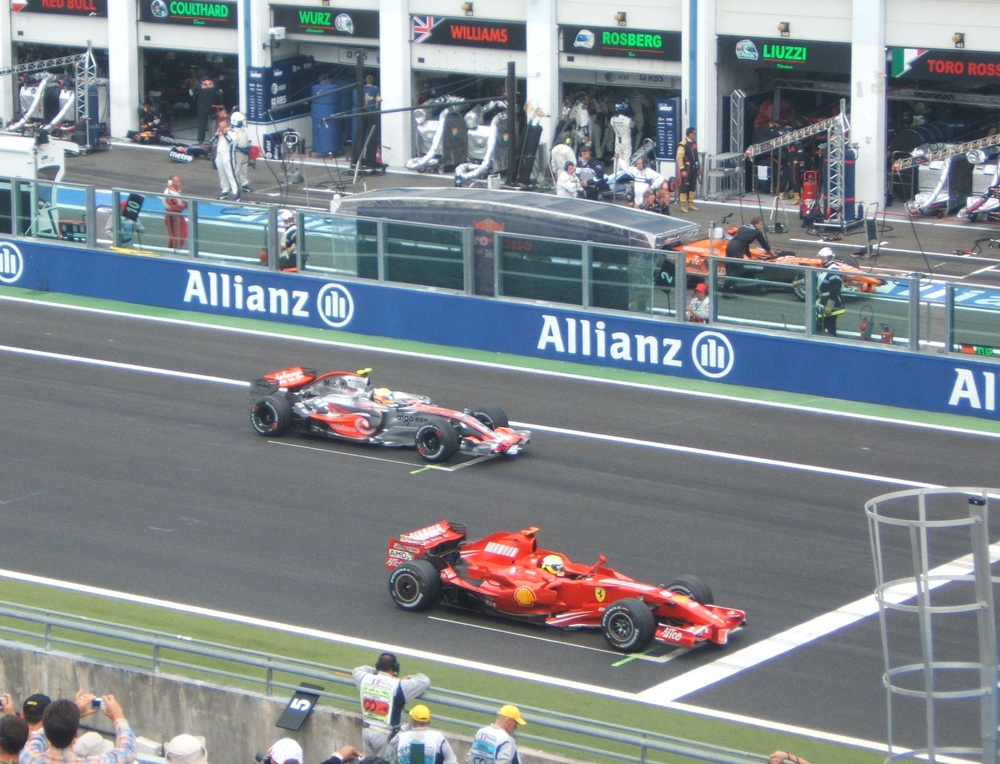
La prima fila del Gran Premio di Francia: da notare la Ferrari di Felipe Massa che presenta, negli pneumatici posteriori, dei nuovi cerchioni totalmente diversi da quelli di Lewis Hamilton.

Dopo due settimane di pausa si disputò il Gran Premio di Francia. Proprio in occasione della prova transalpina la Ferrari introdusse delle innovazioni tecniche, di carattere aerodinamico in particolare, atte a ridurre il gap con la McLaren: le più vistoste erano l'installazione di due pinne ai lati dell'abitacolo e l'allargamento della parte interna dell'air scoop allo scopo di aumentare la potenza del motore. Altra importante novità era rappresentata dai cerchioni posteriori, totalmente nuovi e che sembravano fornire dei vantaggi prestazionali di alcuni decimi sul giro nei confronti dei rivali.
Grazie anche a queste novità la Ferrari riuscì ad ottenere la pole position per mano di Felipe Massa, che precedette Lewis Hamilton e Kimi Räikkönen. Al via il finlandese della Ferrari passò l'inglese della McLaren e si portò in seconda posizione, superando poi anche Massa al termine della seconda serie di rifornimenti. Hamilton limitò i danni concludendo al terzo posto, mentre il suo compagno di squadra Alonso, a causa di un problema occorsogli nel corso delle qualifiche e di una strategia non adatta alla sua posizione in griglia di partenza, chiuse solamente al settimo posto. A punti giunsero inoltre Kubica, Heidfeld, Fisichella, e Button, che riuscì a conquistare il primo punto stagionale alla guida della poco competitiva Honda. Da segnalare, inoltre, che per la prima volta nella stagione vinse un pilota partito dalla seconda fila.
La classifica piloti non venne però rivoluzionata, con Hamilton sempre in testa con 14 punti di vantaggio su Alonso e 17 su Massa; Räikkönen accorciò portandosi a 22 punti di distacco.

### Gran Premio di Gran Bretagna

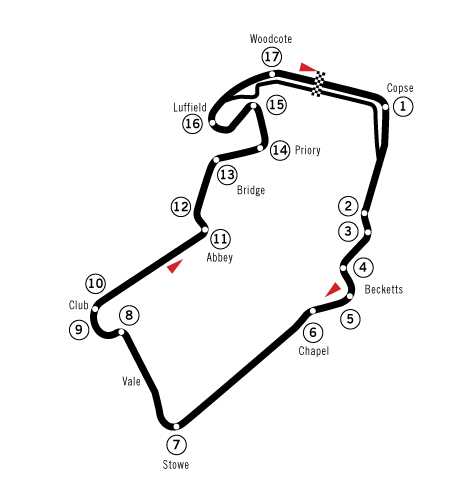
Il tracciato di Silverstone, sede della prova britannica.

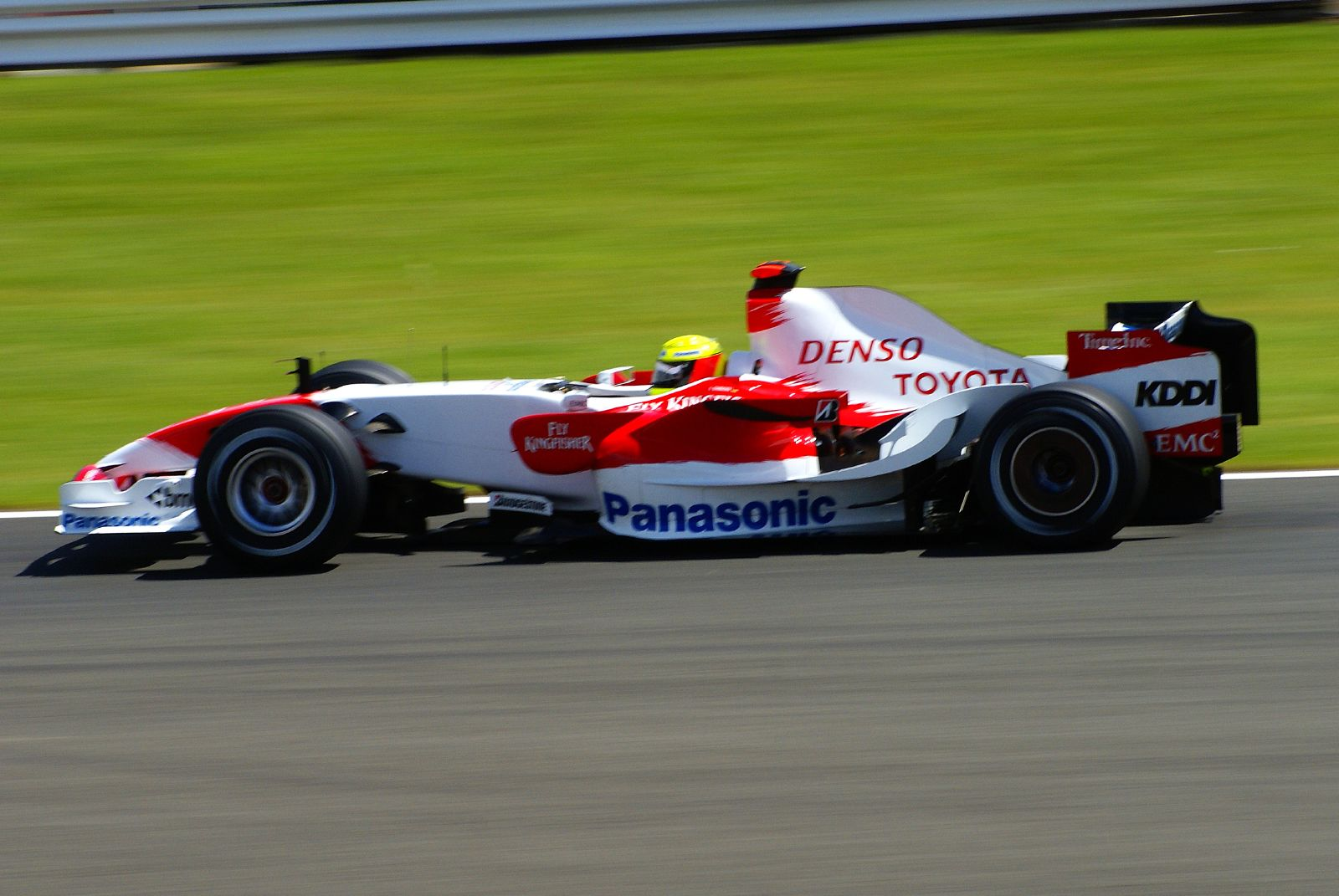
Ralf Schumacher in azione nel corso del Gran Premio di Gran Bretagna: il pilota tedesco sarà costretto al ritiro a causa di un guasto alla sospensione.

Anche in Gran Bretagna la Ferrari si confermò la monoposto più veloce, ma non riuscì ad ottenere la pole position, conquistata invece da Lewis Hamilton, beniamino dei tifosi di casa, abile nello sfruttare la maggior leggerezza della sua McLaren, dovuta al minor carico di carburante imbarcato.
La procedura di partenza dovette essere ripetuta in quanto Massa rimase fermo sulla sua piazzola e si trovò costretto a partire dall'ultimo posto. Al secondo via Hamilton scattò in testa, seguito da Räikkönen e Alonso. Intanto, nelle retrovie, Massa iniziò una lunga rimonta che lo portò fino al quinto posto. Dopo la prima serie di rifornimenti Alonso si portò al comando, seguito da Räikkönen e dal compagno di squadra Hamilton, più distanziato e sceso in terza posizione. Il finlandese spinse a fondo tra la prima e la seconda serie di rifornimenti, al termine della quale si ritrovò al comando. Nonostante la pressione di Alonso, Räikkönen andò a vincere la gara seguito dalla due McLaren.
In quarta posizione si classificò Kubica, alla guida di una sempre più competitiva BMW e che riuscì ad arginare, negli ultimi giri, gli attacchi del rimontante Massa. Chiusero la zona punti Heidfeld e le Renault di Fisichella e Kovalainen.
Ancora una volta non ci furono variazioni in classifica: Hamilton perse altri due punti nei confronti di Alonso, ora a 12 punti e quattro nei confronti di Räikkönen, che però aveva ben 18 punti di distacco, con Massa in ritardo di 19 lunghezze.

### Gran Premio d'Europa

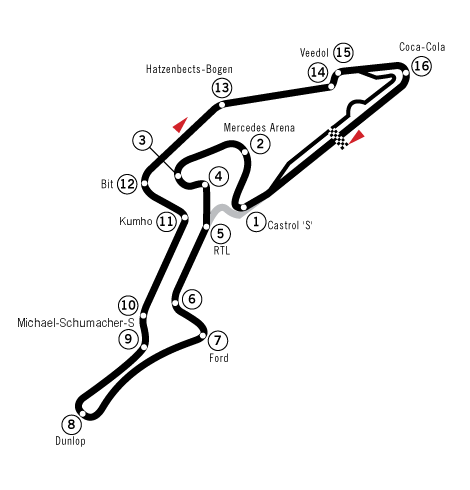
Il tracciato del Nürburgring, sito a Nürburg e sede del Gran Premio d'Europa.

Le settimane che divisero il Gran Premio di Gran Bretagna e il Gran Premio d'Europa furono contraddistinte dallo scandalo dei progetti rubati alla Ferrari e ceduti alla McLaren.
Nel corso delle qualifiche Lewis Hamilton, leader del campionato, a causa della rottura di una sospensione, si rese protagonista di un terribile incidente alla Michael-Schumacher-Sdal quale uscì fortunatamente incolume. La pole position venne conquistata da Räikkönen, che precedette Alonso e Massa.
La gara, caratterizzata già nel corso del primo giro da un violento acquazzone che costrinse tutti i piloti a sostituire gli pneumatici, permise al debuttante della Spyker Markus Winkelhock di beneficiare di questa situazione dato che, essendo partito con pneumatici da bagnato, si ritrovò in testa. Pochi giri dopo venne esposta la bandiera rossa, in quanto la pista venne dichiarata impraticabile. Prima della sospensione, però, sette vetture, una dietro l'altra, rimasero vittime dell'aquaplaning ed uscirono di pista alla Castrol-Kurve finendo tutte nello stesso punto: tra le monoposto coinvolte vi era pure quella del leader del campionato Hamilton, il quale, grazie all'aiuto di una gru, riuscì comunque a ripartire, anche se con un giro di ritardo.
Dopo mezz'ora avvenne la ripartenza dietro la safety car: Alonso provò subito a superare Massa, ma dovette desistere poiché la sua traiettoria era intralciata da Winckelhock, il cui comando terminò qui. La scarsa competitività della sua vettura non gli permise di tenere il passo e venne superato da molti piloti, finendo nelle retrovie. Il finlandese Räikkönen si ritirò a causa di guasto mentre occupava la terza posizione.
A dieci giri dal termine, poi, ricominciò a piovere. Negli ultimi giri si ravvivò il duello tra Alonso e Massa; il brasiliano venne toccato dallo spagnolo, che infine riuscì a sorpassarlo tagliando per primo il traguardo. Dopo la gara, gli stessi Alonso e Massa furono protagonisti di un diverbio piuttosto acceso sull'accaduto in pista. Da segnalare anche la gara di Mark Webber, che terminò al terzo posto nonostante la pressione di Wurz negli ultimi giri, e la rimonta di Hamilton sino al nono posto con continui sorpassi. In quinta posizione arrivò David Coulthard, a seguire Kubica, Heidfeld e Kovalainen.
Hamilton mantenne la testa della classifica, ma il suo vantaggio nei confronti di Alonso si ridusse a due punti, mentre Massa recuperò otto punti e si portò a -11. Restò invece invariato il distacco di Räikkönen.

### Gran Premio d'Ungheria

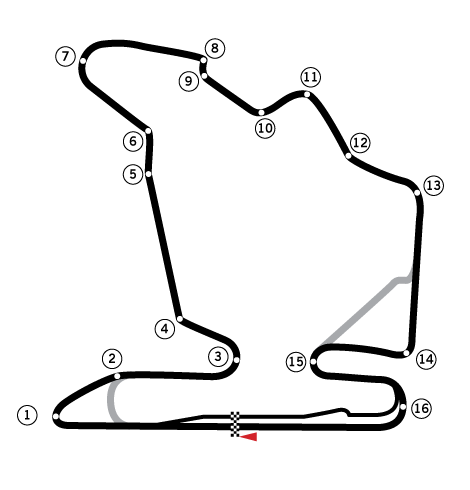
il circuito di Mogyoród, sede della prova ungherese.

Le polemiche la fecero da padrone anche in Ungheria, questa volta in seguito alle decisioni prese dalla FIA che influirono sul risultato finale della gara: durante le qualifiche, infatti, Hamilton non lasciò passare, come precedentemente stabilito, il compagno di squadra Alonso e lo spagnolo si vendicò bloccandolo ai box non lasciandogli effettuare il suo ultimo giro, anche se alla fine la pole position rimase sua. La scuderia tentò di minimizzare l'accaduto, ma a mezzanotte la FIA stabilì che Alonso dovesse essere retrocesso in sesta posizione sulla griglia, mentre alla scuderia di Woking non vennero assegnati i punti validi per la classifica costruttori. Da segnalare anche l'eliminazione di Massa in Q2 a causa di un errore della scuderia e il quarto posto ottenuto da Nico Rosberg.
Hamilton vinse la gara precedendo Räikkönen, che mantenne per tutta la durata della corsa un distacco minimo dall'inglese senza però riuscire a sopravanzarlo. Alonso rimontò sino al quarto posto, fermato da Heidfeld, mentre Massa, partito in 14ª posizione, terminò solamente in 13ª posizione. I punti restanti vennero conquistati da Kubica, Ralf Schumacher, Rosberg e Kovalainen. In classifica piloti tornò ad aumentare il margine di Hamilton nei confronti di tutti i piloti. Alonso si ritrovò così a 7 punti di distacco, Räikkönen a 20 e Massa a 21.

### Gran Premio di Turchia

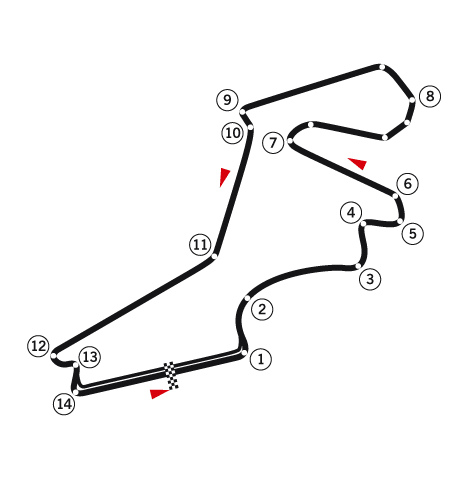
Mappa dell'Istanbul Park, impianto turco.

Al termine della pausa estiva il campionato fece tappa in Turchia. Durante le qualifiche Felipe Massa conquistò la pole position precedendo Hamilton, Räikkönen ed Alonso.
Al via le Ferrari passarono a condurre la gara mentre Alonso venne sopravanzato dalle due BMW, che superò nuovamente grazie ai pit stop dopo essere stato 23 giri dietro Heidfeld. La gara proseguì regolare con il tempo record di Räikkönen, che riuscì a marcare un giro più rapido della pole position di Massa, sino al giro 42, quando lo pneumatico posteriore sinistro di Hamilton, a causa di una foratura, si srotolò alla curva prima dell'entrata ai box. Il pilota di origine caraibica riuscì comunque a sostituire lo pneumatico e terminò il Gran Premio in quinta posizione.
Massa vinse davanti a Räikkönen, Alonso, Heidfeld, Hamilton, Kovalainen, Rosberg e Kubica. Vi era quindi grande equilibrio tra i piloti Ferrari e McLaren, capaci di ottenere fin qui 3 vittorie a testa. Nonostante ciò i distacchi nel mondiale si mantenevano ancora ben definiti, con Hamilton che aveva 5 punti di vantaggio su Alonso, 15 su Massa e 16 su Räikkönen.

### Gran Premio d'Italia

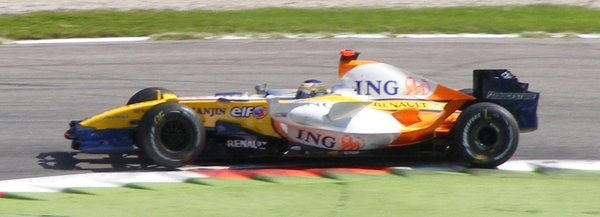
Giancarlo Fisichella in occasione del Gran Premio d'Italia.

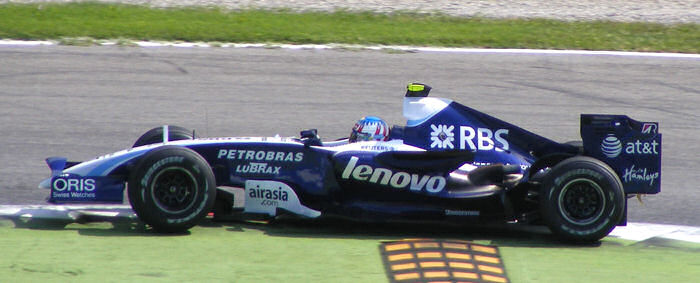
Alexander Wurz a Monza, mentre affronta la prima variante.

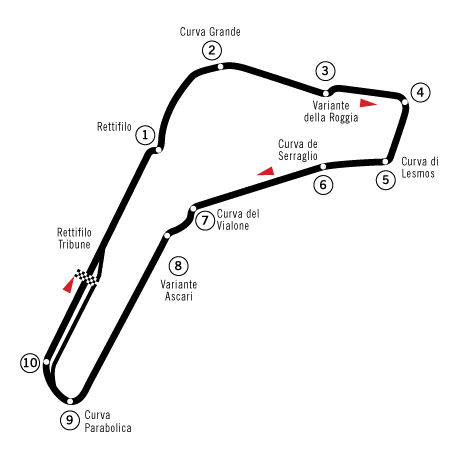
Il tracciato monzese, storica sede dell'appuntamento italiano.

Il successivo appuntamento mondiale, in programma a Monza, in Italia, vide le McLaren, veloci fin dal venerdì, occupare la prima fila dello schieramento, seguite poi da Massa, Heidfeld e Räikkönen, autore di uno brutto incidente durante le prove libere.
Al termine delle qualifiche, però, Ron Dennis e altri tecnici della McLaren ricevettero un avviso di garanzia dalla Procura della Repubblica di Modena per i fatti legati alla spy story con l'accusa di spionaggio industriale e rivelazione di segreti industriali.
In gara, al via, Alonso indovinò una buona partenza, mentre Hamilton venne passato da Massa, mentre Räikkönen passò Heidfeld. Hamilton recuperò poi la posizione tagliando la prima chicane a ruote bloccate, anche se per regolamento il britannico avrebbe dovuto restituire la posizione a Massa. Al terzo giro l'alettone anteriore della Red Bull di David Coulthard si sfaldò in Curva Grande sotto la pressione esercitata dall'aria; il pilota perse il controllo e finì contro le file di gomme sfasciando pure un cartello pubblicitario. Lo scozzese uscì comunque illeso dall'incidente.
Entrò quindi la safety car, che cancellò il vantaggio che avevano ottenuto in quattro giri le McLaren sulle Ferrari. Alla ripartenza Alonso si dovette difendere ancora una volta dal suo compagno di squadra Hamilton, che insidiò la prima posizione per un intero giro. Al nono passaggio, poi, Massa, che occupava la terza posizione, si ritirò per un guasto al motore. Successivamente Räikkönen, che aveva deciso di fare una sola sosta, riuscì a passare Hamilton issandosi al secondo posto. Quattro giri dopo, però, l'inglese sfruttò l'accelerazione del rettilineo di partenza, si accodò al finlandese e, nonostante sembrasse ancora troppo distante per tentare un sorpasso, riuscì a sopravanzare Räikkönen, entrando a ruote bloccate alla chicane.
Alonso vinse il Gran Premio d'Italia seguito dal compagno di squadra: si trattò della prima vittoria del pilota spagnolo sul circuito italiano, mentre la McLaren ottenne nuovamente una doppietta che le mancava dal Gran Premio degli Stati Uniti d'America. Sul gradino più basso del podio salì Räikkönen.
Conclusa la gara, l'attenzione si spostò, il giovedì seguente, nei tribunali, in quanto avrebbe avuto luogo l'ultima udienza relativa alla vicenda dello spionaggio industriale. La Mclaren venne ritenuta colpevole e multata di 100 milioni di dollari; inoltre alla casa anglo-tedesca furono azzerati i punti nel campionato costruttori, ma preservarono quelli ottenuti nel campionato piloti.
Con questo Gran Premio Alonso recuperò altri due punti portandosi a -3, mentre Räikkönen aveva un distacco di 18 punti. Massa era ancor più lontano, infatti il suo svantaggio ammontava a 23 lunghezze.

### Gran Premio del Belgio

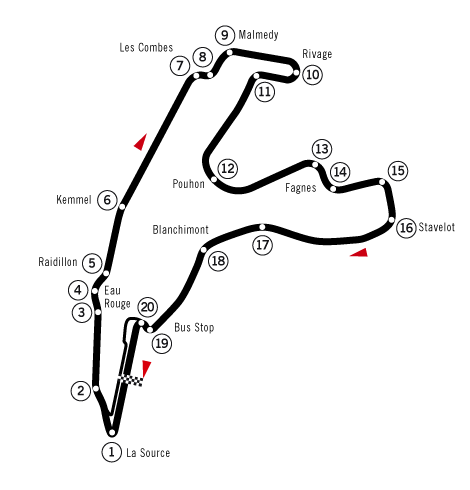
Il circuito belga di Spa-Francorchamps, sito nella municipalità di Stavelot.

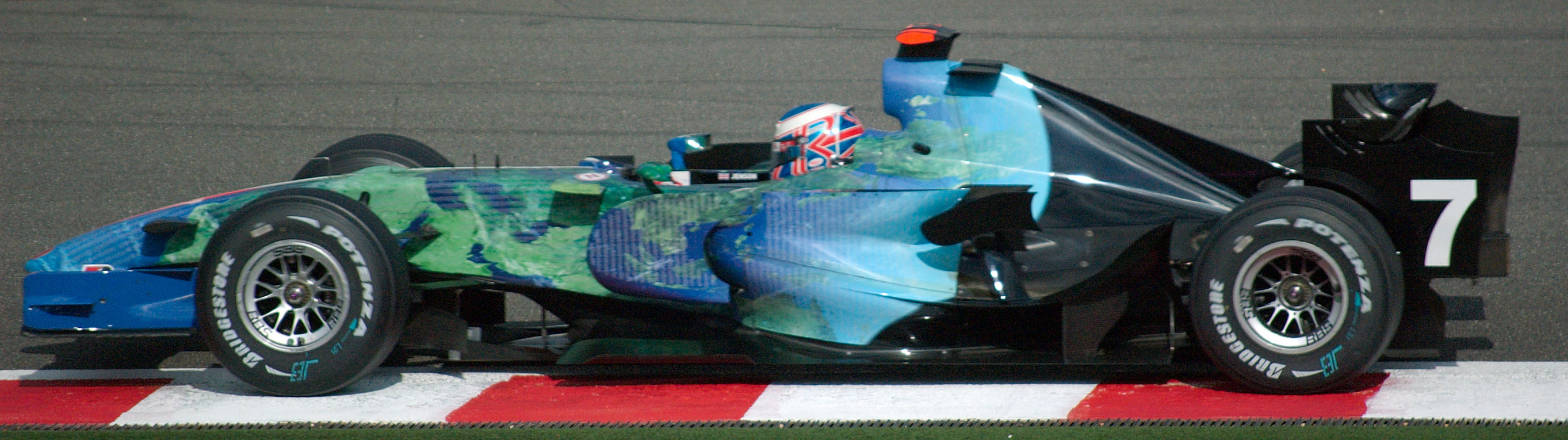
Jenson Button impegnato alla guida della sua Honda in Belgio.

La lotta per il titolo si intensificò in Belgio: la Ferrari, già dalle prove libere del venerdì, si dimostrò nettamente più veloce della McLaren tanto che nelle qualifiche del sabato Räikkönen dominò già dalla Q1, ottenendo alla fine la pole position seguito dal compagno di squadra Massa. Alle spalle dei piloti della scuderia di Maranello, in seconda fila, si classificarono le McLaren di Alonso ed Hamilton.
Al via Räikkönen riuscì a fare la prima curva senza problemi, mentre Hamilton attaccò con veemenza il suo compagno di squadra, facendo anche una piccola escursione fuori pista. Räikkönen, velocissimo ad ogni giro, non venne insidiato nemmeno da Massa che, seppur facendo qualche tentativo, non riuscì a tenere l'andatura del finlandese. I piloti della Ferrari occuparono, quindi, le prime due posizioni, seguiti da Alonso, che si avvicinò ulteriormente in classifica a Lewis Hamilton, soltanto quarto al traguardo. Dietro di loro giunsero Heidfeld, Rosberg, Webber e Trulli.
Disputò un buon Gran Premio anche Adrian Sutil, che, con una Spyker finalmente più competitiva, raggiunse la 14ª posizione al traguardo, dopo aver tenuto per oltre 20 giri una posizione a punti durante la gara, rendendosi anche protagonista di un sorpasso a danno di Heikki Kovalainen.
Con questo risultato Alonso ridusse a 2 punti il suo svantaggio nei confronti del compagno di squadra, mentre Räikkönen era staccato di 13 lunghezze. Più lontano Massa a -20. Inoltre la Ferrari vinse il campionato costruttori

### Gran Premio del Giappone

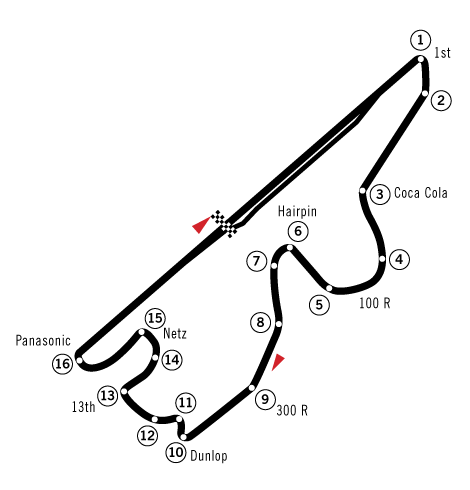
Il tracciato del Fuji, già nel 1976 e nel 1977 sede del Gran Premio del Giappone.

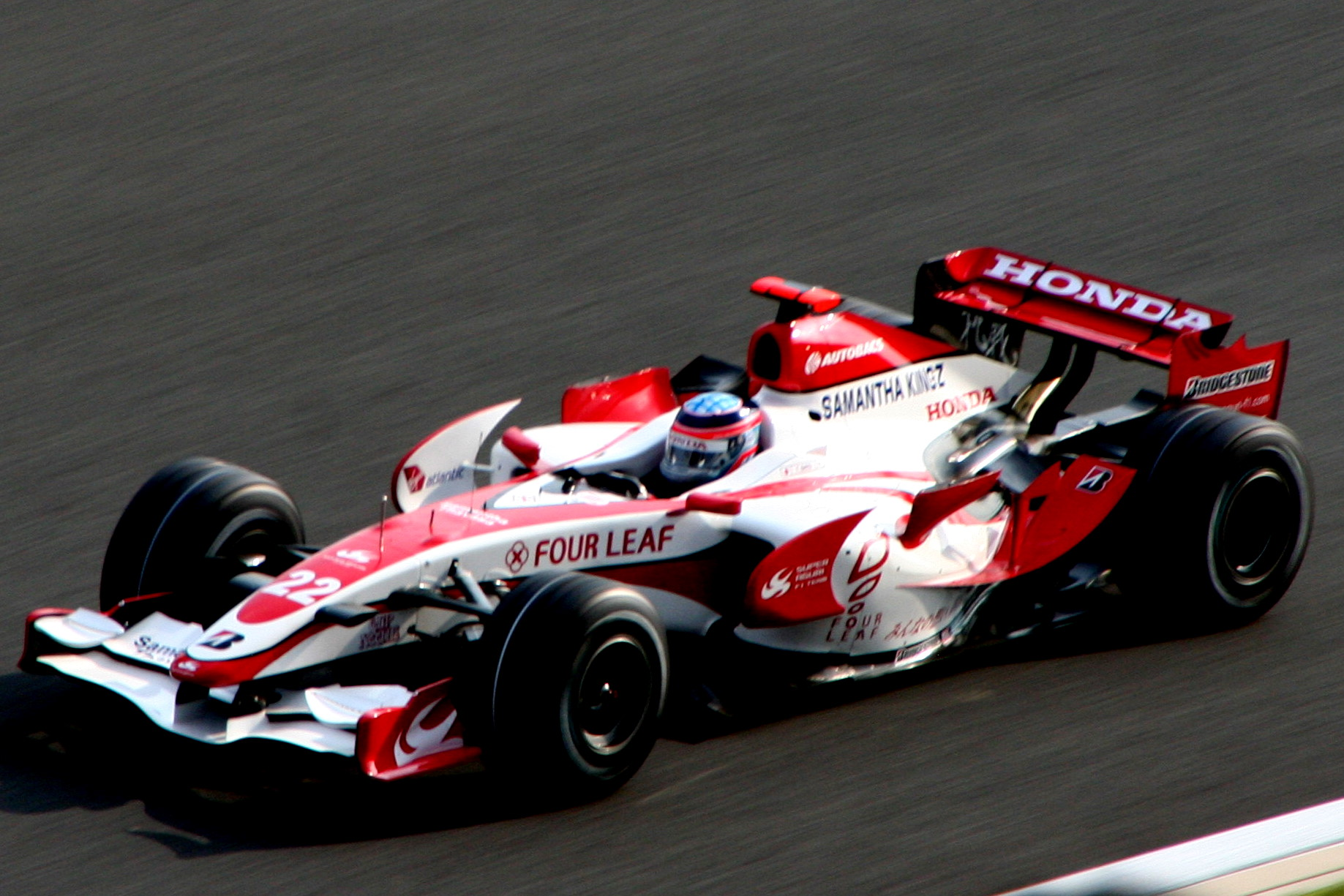
Takuma Satō impegnato con la sua Super Aguri F1 al Gran Premio del Giappone.

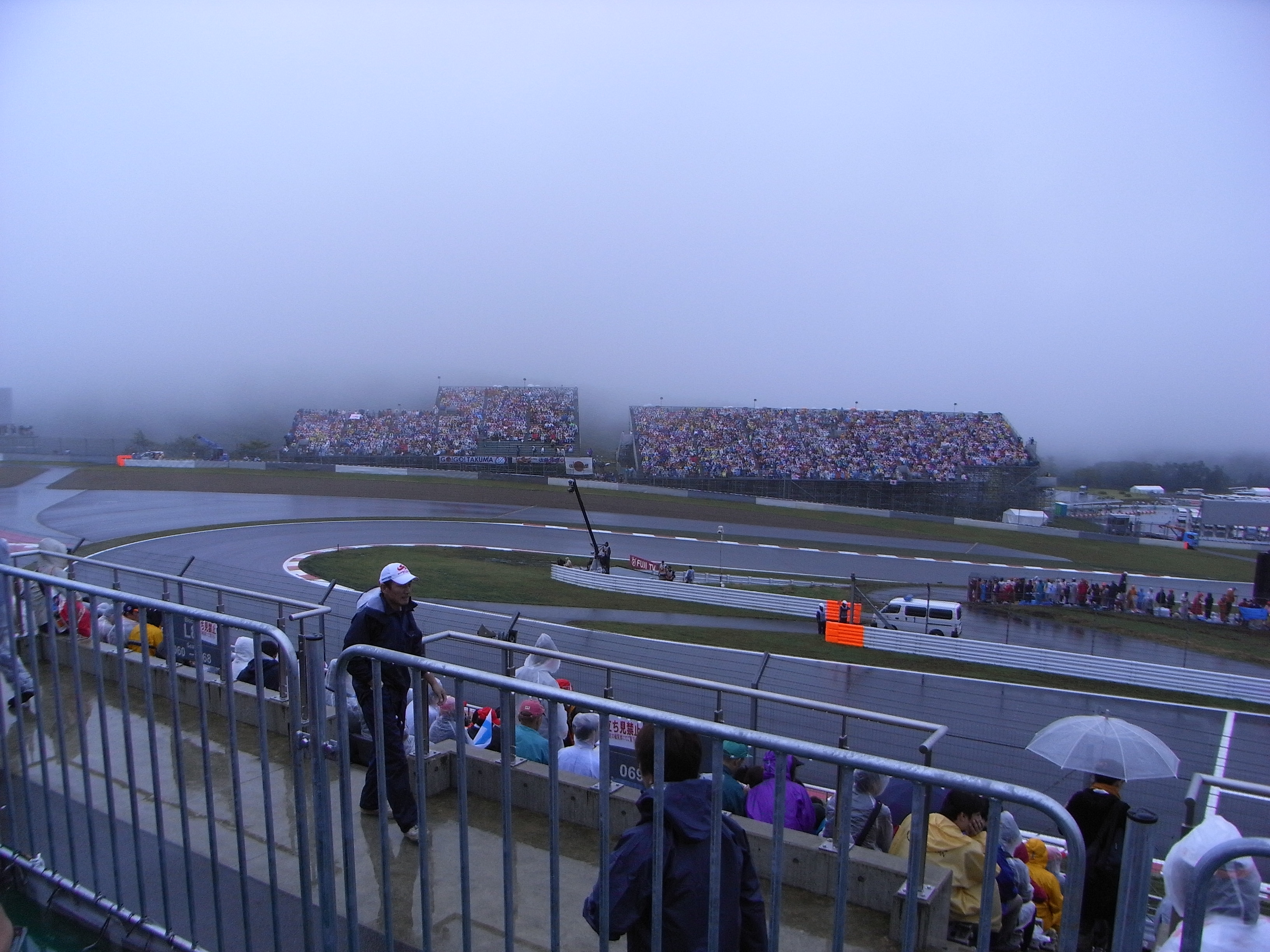
Una vista del tracciato del Fuji il giorno della gara, svoltosi sotto un'intensa pioggia.

Dopo due settimane di sosta era previsto in calendario il Gran Premio del Giappone: il fine settimana si caratterizzò per le difficili condizioni climatiche, in particolar modo per la pioggia battente. La pole position venne conquistata da Lewis Hamilton, che strappò per pochissimi centesimi la prima posizione al compagno di squadra Alonso.
Per garantire ai piloti una maggiore sicurezza la FIA decise di neutralizzare la partenza facendo scattare le vetture dietro la safety car, imponendo a tutte le scuderie di montare gli pneumatici da bagnato estremo: la Ferrari, però, contrariamente a quanto disposto dalla FIA, montò gli pneumatici intermedi violando così una direttiva di poco precedente all'inizio del Gran Premio. La casa di Maranello ricevette solo durante la gara questa comunicazione e dovette correre ai ripari, effettuando una sosta per il cambio degli pneumatici e il rabbocco del carburante.
La safety car rientrò ai box dopo circa 19 giri, dando inizio alla gara vera e propria: le Ferrari, che si trovavano in fondo al gruppo rispettivamente in quindicesima e diciassettesima posizione, incominciarono a recuperare alcune posizioni fino a quando Massa venne coinvolto in un incidente con Wurz. Il pilota della Williams si ritirò mentre il brasiliano riuscì a proseguire. La pioggia incessante aumentò d'intensità rendendo le condizioni di guida davvero proibitive. Grazie alle soste ai box le Ferrari guadagnarono quattro posizioni al contrario delle McLaren di Alonso, che si ritrovà in quarta posizione, e Hamilton, che perse la prima posizione. Beneficiarono quindi della situazione la Toro Rosso di Vettel, che risalì fino alla seconda posizione e che si ritrovò poi a guidare la gara, e Mark Webber, stazionante in terza posizione.
Proprio in questi frangenti la pioggia battente causò l'inizio di una serie di testacoda in pista: il primo a farne le spese fu Sutil, seguito poi da Alonso alla prima curva, e da Hamilton infine, tornato al comando grazie alle soste ai box, che ebbe un leggero contatto senza conseguenze con Kubica. Simile incidente subì Alonso un giro dopo, toccandosi con Vettel: testacoda e qualche danno vicino alla posteriore destra.
Le Ferrari, intanto, erano tornate in zona punti grazie alle altrui soste ai box e grazie a due sorpassi di Räikkönen, che si posizionò sesto, mentre Massa, si trovava ottavo dietro Alonso. Intanto lo spagnolo, dopo il terzo testacoda, perse il controllo della vettura e sbatté violentemente contro il muro, distruggendo la parte posteriore della sua monoposto e fermandosi proprio in mezzo alla traiettoria percorsa dai piloti. Alonso uscì comunque illeso.
Entrò quindi nuovamente in pista la safety car e proprio in regime della vettura di sicurezza sul circuito si consumò l'ennesimo giallo della stagione riguardante Hamilton: Webber e Vettel, rispettivamente secondo e terzo, si tamponarono per motivi che le telecamere del circuito non riuscirono a chiarire con precisione. Solo al termine della gara, grazie ad un video amatoriale caricato su YouTube da uno spettatore che godeva di un'ottima vista sull'accaduto, si riuscì a chiarire la causa dell'incidente: Hamilton, forzando ad accelerare e rallentare in regime di safety car, aveva provocato la frenata del tedesco quindi causando il tamponamento fra la Red Bull dell'australiano e la Toro Rosso del tedesco.
Alla ripartenza, sempre con pista bagnata, Hamilton guidò la gara seguito dalla Renault di Heikki Kovalainen e dalla Red Bull superstite di Coulthard. Dietro di loro seguirono Massa e Räikkönen: proprio i piloti della Ferrari, nel finale di gara, riuscirono a guadagnare posizioni con il sorpasso di Räikkönen ai danni di Coulthard, mentre Massa dovette tornare ai box per la terza volta a rifornire. Nel frattempo il finlandese avviò un'aspra e difficile lotta con il connazionale Kovalainen per la seconda piazza del podio, ma non riuscì all'ultimo giro a restargli davanti pur avendolo superato. Massa, scivolato settimo, allo stesso tempo ingaggiò una lotta con la BMW di Robert Kubica per la sesta posizione spuntandola dopo una serie di sorpassi e controsorpassi con contatti ed uscite.
Hamilton poté così ipotecare seriamente il mondiale avendo ben 10 punti di vantaggio sul compagno di squadra e 17 sul finlandese della Ferrari.
In settimana, poi, venne affrontata la questione del contatto fra Webber e Vettel durante la Safety Car, risolta poi col richiamo a giudizio della FIA del britannico e con la sua assoluzione.

### Gran Premio di Cina

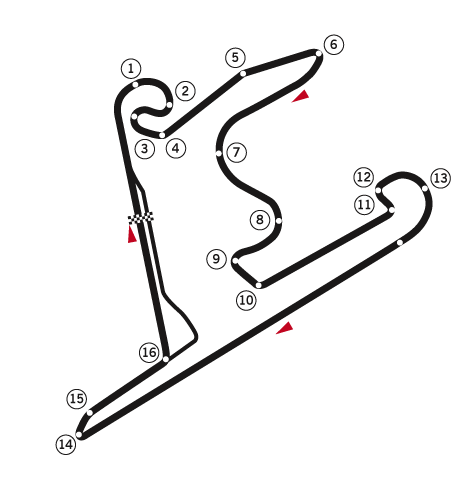
Il circuito di Shanghai, sede della penultima prova della stagione.

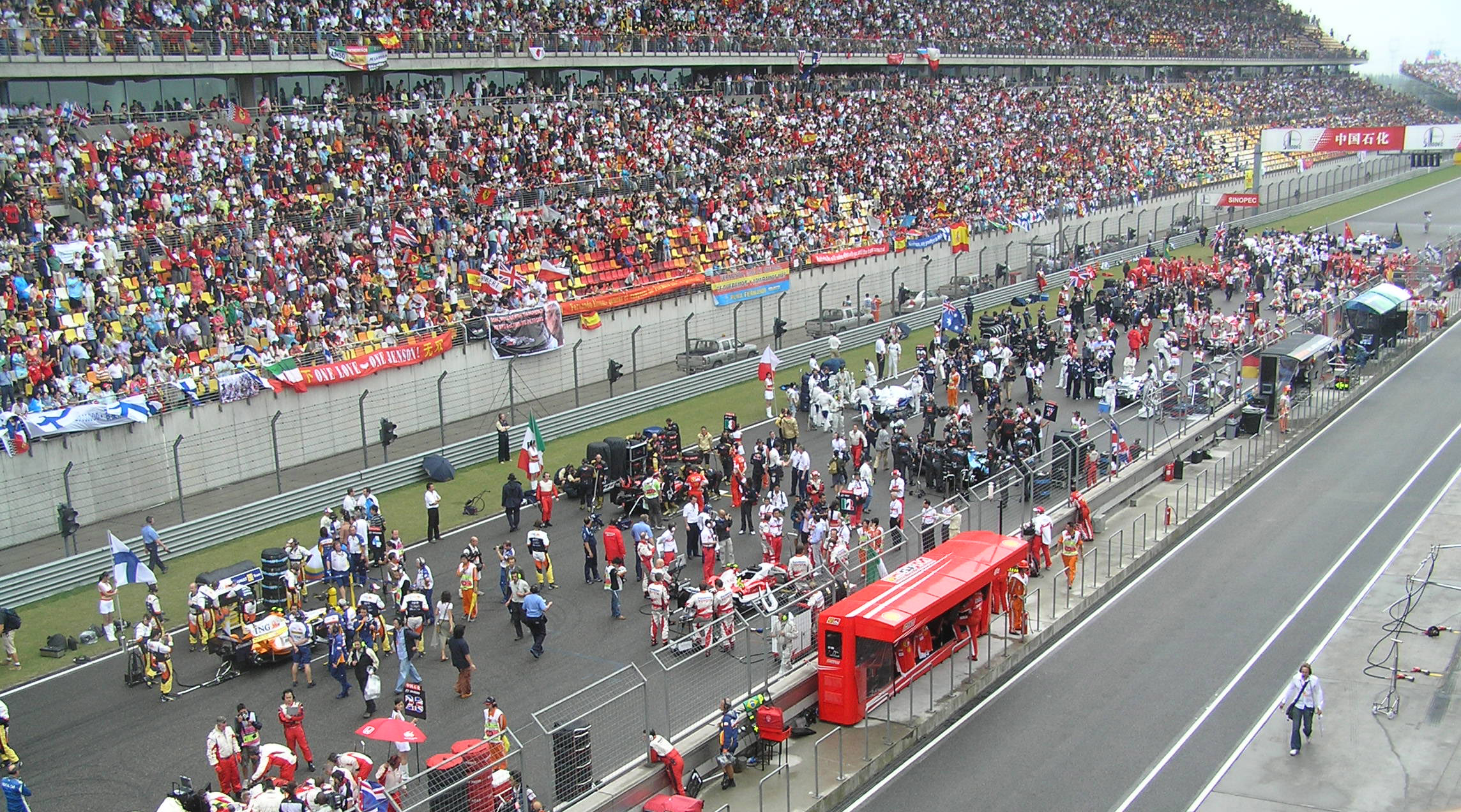
Il rettilineo di partenza, poco prima del via.

Sette giorni dopo seguì il Gran Premio di Cina. Hamilton conquistò la pole position, precedendo Kimi Räikkönen e Felipe Massa; solo quarto Fernando Alonso, seguito da David Coulthard.
Per la gara era nuovamente prevista pioggia ed infatti tutti partirono con gli pneumatici intermedi, ad eccezione delle Spyker costrette poi a fermarsi. Al via Hamilton scattò in testa, seguito dalle Ferrari e da Alonso. Siccome la pioggia non era costante tutte le scuderie decisero di non effettuare il cambio pneumatici, lasciando che le intermedie si consumassero.
A metà gara le cose iniziarono a cambiare: Hamilton, fin da quel momento leader, cominciò a risentire pesantemente dell'usura dei suoi pneumatici e venne raggiunto da Räikkönen. Dopo aver resistito per alcuni giri ai tentativi di sorpasso del finlandese fu costretto a cedere la prima posizione. Dietro anche Massa tentò d'insidiare Alonso, che era appena uscito dai box, ma dopo qualche curva lo spagnolo acquisì un buon vantaggio. Poco dopo la ruota posteriore destra dell'inglese, a causa dell'eccessivo degrado, iniziò a sfaldarsi facendo sbandare la vettura. Hamilton fu così costretto a rientrare ai box, ma proprio imboccando la corsia d'entrata commise un errore per colpa dell'usura delle gomme finendo sulla ghiaia; stavolta non c'era nessuna gru in grado di rimetterlo in corsa come al Nürburgring e i commissari, inoltre, non riuscirono a liberare la vettura insabbiata. L'inglese fu costretto così al ritiro.
Le attenzioni si spostarono poi sul duello tra Nick Heidfeld su BMW e la Toro Rosso di Liuzzi, sesto. Il compagno tedesco dell'italiano, Sebastian Vettel, sull'altra ToroRosso, giunse inaspettatamente quarto. Alla BMW ennesima delusione per il polacco Kubica che dovette ritirarsi per un problema al motore mentre era in testa.
Jenson Button, con la sua Honda, ottenne la quinta posizione dopo un intero campionato molto deludente. La gara terminò con la vittoria di Kimi Räikkönen con un vantaggio di otto secondi su Alonso, terzo Massa.
Il finlandese si portò così a cinque vittorie contro le quattro dei due piloti McLaren e si rimise in gioco per il mondiale, portandosi a -7 da Hamilton quando mancava una sola gara, così come Alonso, portatosi ad appena quattro punti di distanza dall'inglese.

### Gran Premio del Brasile

Il circuito di Interlagos, sede dell'ultima prova della stagione.

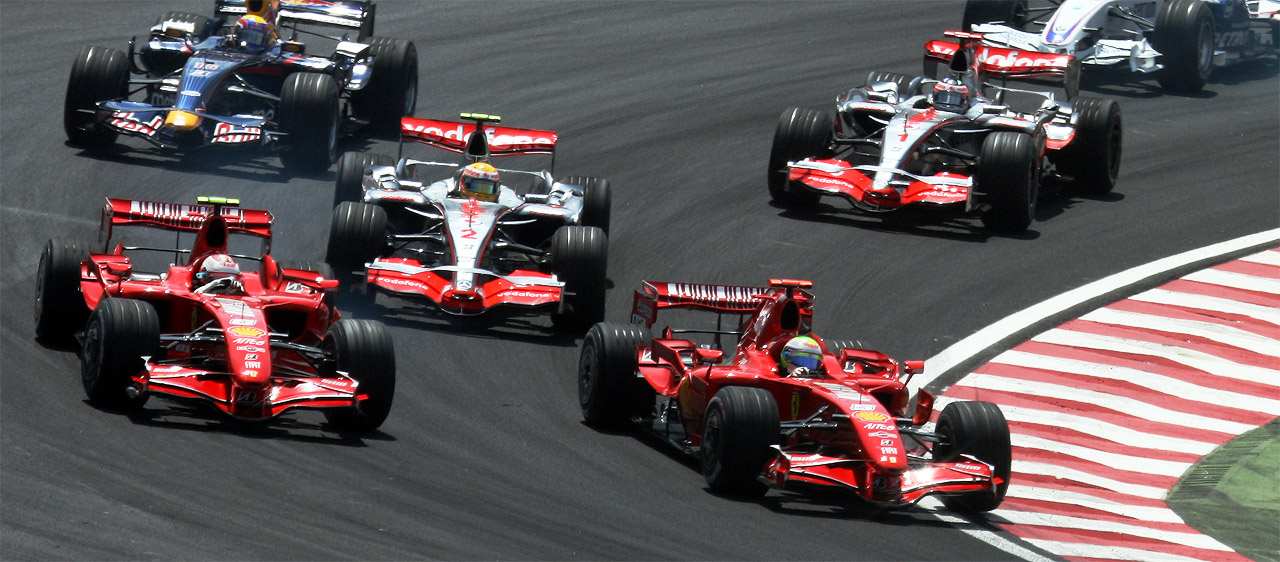
Le vetture giungono alla prima curva dopo il via.

La lotta per il campionato si sarebbe quindi decisa all'ultima gara, in programma a San Paolo. Era dal 1986 che tre piloti si contendevano il campionato all'ultimo Gran Premio: Hamilton, con 4 e 7 punti di vantaggio su Alonso e Räikkönen, poteva laurearsi campione con una gara regolare.
Alla partenza le Ferrari presero subito il largo, con Räikkönen che passò Hamilton e si portò alle spalle del compagno di squadra. Lo stesso Hamilton, nel corso del primo giro, nel tentativo di chiudere Alonso, sbagliò una curva e perse delle posizioni. Tornato in pista al decimo posto, il britannico cominciò a guadagnare posizioni, ma, dopo qualche giro, soffrì un problema al cambio (che aveva causato lui stesso), che lo fece arretrare in fondo al gruppo, concludendo al settimo posto. Intanto, durante il secondo pit-stop, Räikkönen riuscì a sorpassare Massa e a conquistò la vittoria davanti al compagno di scuderia e ad Alonso terzo. In questo modo, Räikkönen poté vincere il campionato con 110 punti contro i 109 punti di Hamilton ed Alonso.
Dopo la gara, l'ordine di arrivo finale venne ufficializzato con diverse ore di ritardo a causa di irregolarità rilevate nella temperatura della benzina delle vetture BMW e Williams (la benzina non può avere una temperatura inferiore di più di 10 gradi rispetto alla temperatura atmosferica "ufficiale", in quanto il carburante più freddo ha un rendimento migliore). Se i piloti di tali vetture fossero stati penalizzati dai giudici, Hamilton avrebbe vinto il campionato "a tavolino". La McLaren decise di presentare ricorso contro la decisione dei giudici, contando sul precedente che lo stesso team inglese, nel 1997 era stato escluso dal Gran Premio del Belgio per un fatto analogo (benzina regolamentare ma differente dal campione depositato alla FIA).
Il 16 e il 17 novembre 2007 il ricorso McLaren venne discusso dal Consiglio Mondiale: dopo due giorni consecutivi di dibattimento fu dichiarato non valido confermando il titolo piloti a Räikkönen e chiudendo definitivamente la stagione. Seguiranno polemiche, poiché in molti ritennero che il presidente della FIA, Max Mosley, avesse deliberatamente scelto di non applicare il regolamento (che avrebbe imposto la squalifica di BMW e Williams) per non consegnare il titolo piloti alla McLaren, pesantemente penalizzata e multata; in realtà, le due macchine non vennero squalificate per via di un errore di comunicazione sulle temperature tra la direzione gara e i box dei team coinvolti.
Il campionato costruttori si chiuse con la vittoria della Ferrari con 204 punti, davanti alla BMW con 101. La McLaren, virtualmente seconda con 203 punti (se non ci fosse stata la penalità al Gran Premio d'Ungheria sarebbero stati 218), rimase invece a zero a causa della squalifica per spionaggio ai danni della Ferrari. La scuderia di Maranello avrebbe comunque conquistato il titolo costruttori anche senza la squalifica del team di Woking, con 204 punti contro gli ipotetici 203 dei rivali.

## Risultati

### Risultato dei Gran Premi
| Nº | Gran Premio                   | Circuito      | Pole position   | Giro più veloce | Pilota vincitore | Costruttore vincitore | Resoconto |
| -- | ----------------------------- | ------------- | --------------- | --------------- | ---------------- | --------------------- | --------- |
| 1  | Gran Premio di Australia      | Melbourne     | Kimi Räikkönen  | Kimi Räikkönen  | Kimi Räikkönen   | Ferrari               | Resoconto |
| 2  | Gran Premio della Malesia     | Sepang        | Felipe Massa    | Lewis Hamilton  | Fernando Alonso  | McLaren-Mercedes      | Resoconto |
| 3  | Gran Premio del Bahrein       | Sakhir        | Felipe Massa    | Felipe Massa    | Felipe Massa     | Ferrari               | Resoconto |
| 4  | Gran Premio di Spagna         | Montmeló      | Felipe Massa    | Felipe Massa    | Felipe Massa     | Ferrari               | Resoconto |
| 5  | Gran Premio di Montecarlo     | Montecarlo    | Fernando Alonso | Fernando Alonso | Fernando Alonso  | McLaren-Mercedes      | Resoconto |
| 6  | Gran Premio del Canada        | Montréal      | Lewis Hamilton  | Fernando Alonso | Lewis Hamilton   | McLaren-Mercedes      | Resoconto |
| 7  | Gran Premio degli Stati Uniti | Indianapolis  | Lewis Hamilton  | Kimi Räikkönen  | Lewis Hamilton   | McLaren-Mercedes      | Resoconto |
| 8  | Gran Premio di Francia        | Magny-Cours   | Felipe Massa    | Felipe Massa    | Kimi Räikkönen   | Ferrari               | Resoconto |
| 9  | Gran Premio di Gran Bretagna  | Silverstone   | Lewis Hamilton  | Kimi Räikkönen  | Kimi Räikkönen   | Ferrari               | Resoconto |
| 10 | Gran Premio d'Europa          | Nürburgring   | Kimi Räikkönen  | Felipe Massa    | Fernando Alonso  | McLaren-Mercedes      | Resoconto |
| 11 | Gran Premio d'Ungheria        | Hungaroring   | Lewis Hamilton  | Kimi Räikkönen  | Lewis Hamilton   | McLaren-Mercedes      | Resoconto |
| 12 | Gran Premio di Turchia        | Istanbul Park | Felipe Massa    | Kimi Räikkönen  | Felipe Massa     | Ferrari               | Resoconto |
| 13 | Gran Premio d'Italia          | Monza         | Fernando Alonso | Fernando Alonso | Fernando Alonso  | McLaren-Mercedes      | Resoconto |
| 14 | Gran Premio del Belgio        | Spa           | Kimi Räikkönen  | Felipe Massa    | Kimi Räikkönen   | Ferrari               | Resoconto |
| 15 | Gran Premio del Giappone      | Fuji          | Lewis Hamilton  | Lewis Hamilton  | Lewis Hamilton   | McLaren-Mercedes      | Resoconto |
| 16 | Gran Premio di Cina           | Shanghai      | Lewis Hamilton  | Felipe Massa    | Kimi Räikkönen   | Ferrari               | Resoconto |
| 17 | Gran Premio del Brasile       | Interlagos    | Felipe Massa    | Kimi Räikkönen  | Kimi Räikkönen   | Ferrari               | Resoconto |

### Risultato delle qualifiche
| Nº | Pilota               |    |    |    |    |    |    |     |    |    |    |    |    |    |    |    |    |    |
| -- | -------------------- | -- | -- | -- | -- | -- | -- | --- | -- | -- | -- | -- | -- | -- | -- | -- | -- | -- |
| 1  | Fernando Alonso      | 2  | 2  | 4  | 2  | 1  | 2  | 2   | 10 | 3  | 2  | 6  | 4  | 1  | 3  | 2  | 4  | 4  |
| 2  | Lewis Hamilton       | 4  | 4  | 2  | 4  | 2  | 1  | 1   | 2  | 1  | 10 | 1  | 2  | 2  | 4  | 1  | 1  | 2  |
| 3  | Giancarlo Fisichella | 6  | 12 | 7  | 10 | 4  | 9  | 10  | 5  | 6  | 13 | 13 | 10 | 15 | 11 | 11 | 18 | 12 |
| 4  | Heikki Kovalainen    | 13 | 11 | 12 | 8  | 14 | 19 | 6   | 6  | 7  | 7  | 11 | 7  | 7  | 10 | 12 | 13 | 17 |
| 5  | Felipe Massa         | 16 | 1  | 1  | 1  | 3  | 5  | 3   | 1  | 4  | 3  | 14 | 1  | 3  | 2  | 4  | 3  | 1  |
| 6  | Kimi Räikkönen       | 1  | 3  | 3  | 3  | 15 | 4  | 4   | 3  | 2  | 1  | 3  | 3  | 5  | 1  | 3  | 2  | 3  |
| 7  | Jenson Button        | 14 | 15 | 16 | 14 | 10 | 15 | 13  | 12 | 18 | 17 | 17 | 21 | 10 | 14 | 7  | 10 | 16 |
| 8  | Rubens Barrichello   | 17 | 19 | 15 | 12 | 9  | 13 | 15  | 13 | 14 | 14 | 18 | 22 | 12 | 18 | 17 | 15 | 11 |
| 9  | Nick Heidfeld        | 3  | 5  | 5  | 7  | 7  | 3  | 5   | 7  | 9  | 4  | 2  | 6  | 4  | 7  | 5  | 8  | 6  |
| 10 | Robert Kubica        | 5  | 7  | 6  | 5  | 8  | 8  | INF | 4  | 5  | 5  | 7  | 5  | 6  | 5  | 10 | 9  | 7  |
| 10 | Sebastian Vettel     |    |    |    |    |    |    | 7   |    |    |    |    |    |    |    |    |    |    |
| 11 | Ralf Schumacher      | 9  | 9  | 14 | 17 | 20 | 18 | 12  | 11 | 8  | 9  | 5  | 16 | 18 | 12 | 16 | 6  | 15 |
| 12 | Jarno Trulli         | 8  | 8  | 9  | 6  | 13 | 10 | 8   | 8  | 10 | 8  | 8  | 9  | 9  | 9  | 14 | 12 | 8  |
| 14 | David Coulthard      | 19 | 13 | 21 | 9  | 16 | 14 | 11  | 16 | 12 | 20 | 10 | 13 | 20 | 13 | 13 | 5  | 9  |
| 15 | Mark Webber          | 7  | 10 | 8  | 19 | 6  | 6  | 9   | 14 | 11 | 6  | 9  | 12 | 11 | 8  | 8  | 7  | 5  |
| 16 | Nico Rosberg         | 12 | 6  | 10 | 11 | 5  | 7  | 14  | 9  | 17 | 11 | 4  | 8  | 8  | 6  | 6  | 16 | 10 |
| 17 | Alexander Wurz       | 15 | 20 | 11 | 18 | 11 | 20 | 17  | 18 | 13 | 12 | 12 | 14 | 13 | 16 | 18 | 19 |    |
| 17 | Kazuki Nakajima      |    |    |    |    |    |    |     |    |    |    |    |    |    |    |    |    | 19 |
| 18 | Vitantonio Liuzzi    | 20 | 16 | 18 | 16 | 12 | 12 | 19  | 17 | 16 | 19 | 16 | 15 | 19 | 15 | 15 | 11 | 14 |
| 19 | Scott Speed          | 18 | 17 | 19 | 22 | 18 | 16 | 20  | 15 | 15 | 18 |    |    |    |    |    |    |    |
| 19 | Sebastian Vettel     |    |    |    |    |    |    |     |    |    |    | 20 | 18 | 16 | 17 | 9  | 17 | 13 |
| 20 | Adrian Sutil         | 21 | 22 | 20 | 20 | 19 | 21 | 21  | 22 | 20 | 21 | 21 | 19 | 21 | 20 | 20 | 21 | 21 |
| 21 | Christijan Albers    | 22 | 21 | 22 | 21 | 22 | 22 | 22  | 21 | 22 |    |    |    |    |    |    |    |    |
| 21 | Markus Winkelhock    |    |    |    |    |    |    |     |    |    | 22 |    |    |    |    |    |    |    |
| 21 | Sakon Yamamoto       |    |    |    |    |    |    |     |    |    |    | 22 | 20 | 22 | 22 | 22 | 22 | 22 |
| 22 | Takuma Satō          | 10 | 14 | 17 | 13 | 21 | 11 | 18  | 19 | 21 | 16 | 19 | 17 | 17 | 19 | 21 | 20 | 18 |
| 23 | Anthony Davidson     | 11 | 18 | 13 | 15 | 17 | 17 | 16  | 20 | 19 | 15 | 15 | 11 | 14 | 21 | 19 | 14 | 20 |
| Nº | Pilota               |    |    |    |    |    |    |     |    |    |    |    |    |    |    |    |    |    |

## Classifiche

### Sistema di punteggio
| Posizione | 1ª | 2ª | 3ª | 4ª | 5ª | 6ª | 7ª | 8ª |
| Punti     | 10 | 8  | 6  | 5  | 4  | 3  | 2  | 1  |

### Classifica piloti
| Pos. | Pilota               |     |     |     |     |     |     |     |     |     |     |     |     |     |     |     |     |     | Punti |
| ---- | -------------------- | --- | --- | --- | --- | --- | --- | --- | --- | --- | --- | --- | --- | --- | --- | --- | --- | --- | ----- |
| 1    | Kimi Räikkönen       | 1   | 3   | 3   | Rit | 8   | 5   | 4   | 1   | 1   | Rit | 2   | 2   | 3   | 1   | 3   | 1   | 1   | 110   |
| 2    | Lewis Hamilton       | 3   | 2   | 2   | 2   | 2   | 1   | 1   | 3   | 3   | 9   | 1   | 5   | 2   | 4   | 1   | Rit | 7   | 109   |
| 3    | Fernando Alonso      | 2   | 1   | 5   | 3   | 1   | 7   | 2   | 7   | 2   | 1   | 4   | 3   | 1   | 3   | Rit | 2   | 3   | 109   |
| 4    | Felipe Massa         | 6   | 5   | 1   | 1   | 3   | SQ  | 3   | 2   | 5   | 2   | 13  | 1   | Rit | 2   | 6   | 3   | 2   | 94    |
| 5    | Nick Heidfeld        | 4   | 4   | 4   | Rit | 6   | 2   | Rit | 5   | 6   | 6   | 3   | 4   | 4   | 5   | 14* | 7   | 6   | 61    |
| 6    | Robert Kubica        | Rit | 18  | 6   | 4   | 5   | Rit | INF | 4   | 4   | 7   | 5   | 8   | 5   | 9   | 7   | Rit | 5   | 39    |
| 7    | Heikki Kovalainen    | 10  | 8   | 9   | 7   | 13  | 4   | 5   | 15  | 7   | 8   | 8   | 6   | 7   | 8   | 2   | 9   | Rit | 30    |
| 8    | Giancarlo Fisichella | 5   | 6   | 8   | 9   | 4   | SQ  | 9   | 6   | 8   | 10  | 12  | 9   | 12  | Rit | 5   | 11  | Rit | 21    |
| 9    | Nico Rosberg         | 7   | Rit | 10  | 6   | 12  | 10  | 16* | 9   | 12  | Rit | 7   | 7   | 6   | 6   | Rit | 16  | 4   | 20    |
| 10   | David Coulthard      | Rit | Rit | Rit | 5   | 14  | Rit | Rit | 13  | 11  | 5   | 11  | 10  | Rit | Rit | 4   | 8   | 9   | 14    |
| 11   | Alexander Wurz       | Rit | 9   | 11  | Rit | 7   | 3   | 10  | 14  | 13  | 4   | 14  | 11  | 13  | Rit | Rit | 12  |     | 13    |
| 12   | Mark Webber          | 13  | 10  | Rit | Rit | Rit | 9   | 7   | 12  | Rit | 3   | 9   | Rit | 9   | 7   | Rit | 10  | Rit | 10    |
| 13   | Jarno Trulli         | 9   | 7   | 7   | Rit | 15  | Rit | 6   | Rit | Rit | 13  | 10  | 16  | 11  | 11  | 13  | 13  | 8   | 8     |
| 14   | Sebastian Vettel     |     |     |     |     |     |     | 8   |     |     |     | 16  | 19  | 18  | Rit | Rit | 4   | Rit | 6     |
| 15   | Jenson Button        | 15  | 12  | Rit | 12  | 11* | Rit | 12  | 8   | 10  | Rit | Rit | 13  | 8   | Rit | 11  | 5   | Rit | 6     |
| 16   | Ralf Schumacher      | 8   | 15  | 12  | Rit | 16  | 8   | Rit | 10  | Rit | Rit | 6   | 12  | 15  | 10  | Rit | Rit | 11  | 5     |
| 17   | Takuma Sato          | 12  | 13  | Rit | 8   | 17  | 6   | Rit | 16  | 14  | Rit | 15  | 18  | 16  | 15  | 15* | 14  | 12  | 4     |
| 18   | Vitantonio Liuzzi    | 14  | 17  | Rit | Rit | Rit | Rit | 17* | Rit | 16* | Rit | Rit | 15  | 17  | 12  | 9   | 6   | 13  | 3     |
| 19   | Adrian Sutil         | 17  | Rit | 15  | 13  | Rit | Rit | 14  | 17  | Rit | Rit | 17  | 21* | 19  | 14  | 8   | Rit | Rit | 1     |
| 20   | Rubens Barrichello   | 11  | 11  | 13  | 10  | 10  | 12  | Rit | 11  | 9   | 11  | 18  | 17  | 10  | 13  | 10  | 15  | Rit | 0     |
| 21   | Scott Speed          | Rit | 14  | Rit | Rit | 9   | Rit | 13  | Rit | Rit | Rit |     |     |     |     |     |     |     | 0     |
| 22   | Kazuki Nakajima      |     |     |     |     |     |     |     |     |     |     |     |     |     |     |     |     | 10  | 0     |
| 23   | Anthony Davidson     | 16  | 16  | 16* | 11  | 18  | 11  | 11  | Rit | Rit | 12  | Rit | 14  | 14  | 16  | Rit | Rit | 14  | 0     |
| 24   | Sakon Yamamoto       |     |     |     |     |     |     |     |     |     |     | Rit | 20  | 20  | 17  | 12  | 17  | Rit | 0     |
| 25   | Christijan Albers    | Rit | Rit | 14  | 14  | 19* | Rit | 15  | Rit | Rit |     |     |     |     |     |     |     |     | 0     |
| -    | Markus Winkelhock    |     |     |     |     |     |     |     |     |     | Rit |     |     |     |     |     |     |     | 0     |
| Pos. | Pilota               |     |     |     |     |     |     |     |     |     |     |     |     |     |     |     |     |     | Punti |

| Legenda | 1º posto     | 2º posto | 3º posto    | A punti         | Senza punti/Non class.  | Grassetto – Pole position Corsivo – Giro più veloce |
| Legenda | Squalificato | Ritirato | Non partito | Non qualificato | Solo prove/Terzo pilota | Grassetto – Pole position Corsivo – Giro più veloce |

(*) Indica quei piloti che non terminano la gara ma sono ugualmente classificati avendo coperto, come previsto dal regolamento, almeno il 90% della distanza di gara.

### Statistiche piloti
| Pos. | Pilota               | Costruttore            | Gare | Vittorie | Podi | Pole position | Giri veloci | Punti |
| ---- | -------------------- | ---------------------- | ---- | -------- | ---- | ------------- | ----------- | ----- |
| 1    | Kimi Räikkönen       | Ferrari                | 17   | 6        | 12   | 3             | 6           | 110   |
| 2    | Lewis Hamilton       | McLaren-Mercedes       | 17   | 4        | 12   | 6             | 2           | 109   |
| 3    | Fernando Alonso      | McLaren-Mercedes       | 17   | 4        | 12   | 2             | 3           | 109   |
| 4    | Felipe Massa         | Ferrari                | 17   | 3        | 10   | 6             | 6           | 94    |
| 5    | Nick Heidfeld        | BMW Sauber             | 17   | 0        | 2    | 0             | 0           | 61    |
| 6    | Robert Kubica        | BMW Sauber             | 16   | 0        | 0    | 0             | 0           | 39    |
| 7    | Heikki Kovalainen    | Renault                | 17   | 0        | 1    | 0             | 0           | 30    |
| 8    | Giancarlo Fisichella | Renault                | 17   | 0        | 0    | 0             | 0           | 21    |
| 9    | Nico Rosberg         | Williams-Toyota        | 17   | 0        | 0    | 0             | 0           | 20    |
| 10   | David Coulthard      | Red Bull-Renault       | 17   | 0        | 0    | 0             | 0           | 14    |
| 11   | Alexander Wurz       | Williams-Toyota        | 16   | 0        | 1    | 0             | 0           | 13    |
| 12   | Mark Webber          | Red Bull-Renault       | 17   | 0        | 1    | 0             | 0           | 10    |
| 13   | Jarno Trulli         | Toyota                 | 17   | 0        | 0    | 0             | 0           | 8     |
| 14   | Sebastian Vettel     | BMW Sauber STR-Ferrari | 8    | 0        | 0    | 0             | 0           | 6     |
| 15   | Jenson Button        | Honda                  | 17   | 0        | 0    | 0             | 0           | 6     |
| 16   | Ralf Schumacher      | Toyota                 | 17   | 0        | 0    | 0             | 0           | 5     |
| 17   | Takuma Satō          | Super Aguri-Honda      | 17   | 0        | 0    | 0             | 0           | 4     |
| 18   | Vitantonio Liuzzi    | STR-Ferrari            | 17   | 0        | 0    | 0             | 0           | 3     |
| 19   | Adrian Sutil         | Spyker-Ferrari         | 17   | 0        | 0    | 0             | 0           | 1     |
| 20   | Rubens Barrichello   | Honda                  | 17   | 0        | 0    | 0             | 0           | 0     |
| 21   | Scott Speed          | STR-Ferrari            | 10   | 0        | 0    | 0             | 0           | 0     |
| 22   | Kazuki Nakajima      | Williams-Toyota        | 1    | 0        | 0    | 0             | 0           | 0     |
| 23   | Anthony Davidson     | Super Aguri-Honda      | 17   | 0        | 0    | 0             | 0           | 0     |
| 24   | Sakon Yamamoto       | Spyker-Ferrari         | 7    | 0        | 0    | 0             | 0           | 0     |
| 25   | Christijan Albers    | Spyker-Ferrari         | 9    | 0        | 0    | 0             | 0           | 0     |
| -    | Markus Winkelhock    | Spyker-Ferrari         | 1    | 0        | 0    | 0             | 0           | 0     |

### Classifica costruttori
| Pos. | Costruttore       | Pilota      |     |     |     |     |     |     |     |     |     |     |     |     |     |     |      |      |     | Punti     |
| ---- | ----------------- | ----------- | --- | --- | --- | --- | --- | --- | --- | --- | --- | --- | --- | --- | --- | --- | ---- | ---- | --- | --------- |
| 1    | Ferrari           | Massa       | 6   | 5   | 1   | 1   | 3   | SQ  | 3   | 2   | 5   | 2   | 13  | 1   | Rit | 2   | 6    | 3    | 2   | 204       |
| 1    | Ferrari           | Räikkönen   | 1   | 3   | 3   | Rit | 8   | 5   | 4   | 1   | 1   | Rit | 2   | 2   | 3   | 1   | 3    | 1    | 1   | 204       |
| 2    | BMW               | Heidfeld    | 4   | 4   | 4   | Rit | 6   | 2   | Rit | 5   | 6   | 6   | 3   | 4   | 4   | 5   | 14*  | 7    | 6   | 101       |
| 2    | BMW               | Kubica      | Rit | 18  | 6   | 4   | 5   | Rit | INF | 4   | 4   | 7   | 5   | 8   | 5   | 9   | 7    | Rit  | 5   | 101       |
| 2    | BMW               | Vettel      |     |     |     |     |     |     | 8   |     |     |     |     |     |     |     |      |      |     | 101       |
| 3    | Renault           | Fisichella  | 5   | 6   | 8   | 9   | 4   | SQ  | 9   | 6   | 8   | 10  | 12  | 9   | 12  | Rit | 5    | 11   | Rit | 51        |
| 3    | Renault           | Kovalainen  | 10  | 8   | 9   | 7   | 13  | 4   | 5   | 15  | 7   | 8   | 8   | 6   | 7   | 8   | 2    | 9    | Rit | 51        |
| 4    | Williams-Toyota   | Rosberg     | 7   | Rit | 10  | 6   | 12  | 10  | 16* | 9   | 12  | Rit | 7   | 7   | 6   | 6   | Rit  | 16   | 4   | 33        |
| 4    | Williams-Toyota   | Wurz        | Rit | 9   | 11  | Rit | 7   | 3   | 10  | 14  | 13  | 4   | 14  | 11  | 13  | Rit | Rit  | 12   |     | 33        |
| 4    | Williams-Toyota   | Nakajima    |     |     |     |     |     |     |     |     |     |     |     |     |     |     |      |      | 10  | 33        |
| 5    | Red Bull-Renault  | Coulthard   | Rit | Rit | Rit | 5   | 14  | Rit | Rit | 13  | 11  | 5   | 11  | 10  | Rit | Rit | 4    | 8    | 9   | 24        |
| 5    | Red Bull-Renault  | Webber      | 13  | 10  | Rit | Rit | Rit | 9   | 7   | 12  | Rit | 3   | 9   | Rit | 9   | 7   | Rit  | 10   | Rit | 24        |
| 6    | Toyota            | Schumacher  | 8   | 15  | 12  | Rit | 16  | 8   | Rit | 10  | Rit | Rit | 6   | 12  | 15  | 10  | Rit  | Rit  | 11  | 13        |
| 6    | Toyota            | Trulli      | 9   | 7   | 7   | Rit | 15  | Rit | 6   | Rit | Rit | 13  | 10  | 16  | 11  | 11  | 13   | 13   | 8   | 13        |
| 7    | STR-Ferrari       | Liuzzi      | 14  | 17  | Rit | Rit | Rit | Rit | 17* | Rit | 16* | Rit | Rit | 15  | 17  | 12  | 9    | 6    | 13  | 8         |
| 7    | STR-Ferrari       | Speed       | Rit | 14  | Rit | Rit | 9   | Rit | 13  | Rit | Rit | Rit |     |     |     |     |      |      |     | 8         |
| 7    | STR-Ferrari       | Vettel      |     |     |     |     |     |     |     |     |     |     | 16  | 19  | 18  | Rit | Rit  | 4    | Rit | 8         |
| 8    | Honda             | Button      | 15  | 12  | Rit | 12  | 11  | Rit | 12  | 8   | 10  | Rit | Rit | 13  | 8   | Rit | 11*  | 5    | Rit | 6         |
| 8    | Honda             | Barrichello | 11  | 11  | 13  | 10  | 10  | 12  | Rit | 11  | 9   | 11  | 18  | 17  | 10  | 13  | 10   | 15   | Rit | 6         |
| 9    | Super Aguri-Honda | Satō        | 12  | 13  | Rit | 8   | 17  | 6   | Rit | 16  | 14  | Rit | 15  | 18  | 16  | 15  | 15*  | 14   | 12  | 4         |
| 9    | Super Aguri-Honda | Davidson    | 16  | 16  | 16* | 11  | 18  | 11  | 11  | Rit | Rit | 12  | Rit | 14  | 14  | 16  | Rit  | Rit  | 14  | 4         |
| 10   | Spyker-Ferrari    | Sutil       | 17  | Rit | 15  | 13  | Rit | Rit | 15  | 17  | Rit | Rit | 17  | 21* | 19  | 14  | 8    | Rit  | Rit | 1         |
| 10   | Spyker-Ferrari    | Albers      | Rit | Rit | 14  | 14  | 19* | Rit | 14  | Rit | 15  |     |     |     |     |     |      |      |     | 1         |
| 10   | Spyker-Ferrari    | Winkelhock  |     |     |     |     |     |     |     |     |     | Rit |     |     |     |     |      |      |     | 1         |
| 10   | Spyker-Ferrari    | Yamamoto    |     |     |     |     |     |     |     |     |     |     | Rit | 20  | 20  | 17  | 12   | 17   | Rit | 1         |
| SQ   | McLaren-Mercedes  | Alonso      | 2‡  | 1‡  | 5‡  | 3‡  | 1‡  | 7‡  | 2‡  | 7‡  | 2‡  | 1‡  | 4†  | 3‡  | 1‡  | 3‡  | Rit‡ | 2‡   | 3‡  | 0‡ (218)‡ |
| SQ   | McLaren-Mercedes  | Hamilton    | 3‡  | 2‡  | 2‡  | 2‡  | 2‡  | 1‡  | 1‡  | 3‡  | 3‡  | 9‡  | 1‡  | 5‡  | 2‡  | 4‡  | 1‡   | Rit‡ | 7‡  | 0‡ (218)‡ |
| Pos. | Costruttore       | Pilota      |     |     |     |     |     |     |     |     |     |     |     |     |     |     |      |      |     | Punti     |

| Legenda | Grassetto – Pole position Corsivo - Giro più veloce | 1º posto                                         | 2º posto                                      | 3º posto                          | A punti                                           | -Senza punti -Non classificato (NC)         | Ritirato (Rit)                  | Squalificato (SQ)   |
| Legenda | Grassetto – Pole position Corsivo - Giro più veloce | -Non qualificato (NQ) -Non pre-qualificato (NPQ) | Disputa solo le prove (SP) -Terzo pilota (TP) | Non prende parte alle prove (NPR) | -Non partito (NP) Infortunato (INF) -Escluso (ES) | Iscritto ma non presente, non arrivato (NA) | Ritirato prima dell'evento (WD) | Gara cancellata (C) |

(‡) La McLaren, con la sentenza del consiglio della FIA del 13 settembre, è stata penalizzata con l'azzeramento del suo punteggio per l'anno 2007.

### Statistiche costruttori
| Pos. | Costruttore | Vettura | Motore   | Pneumatici | Gare | Vittorie | Podi | Pole | Giri veloci | Punti     |
| ---- | ----------- | ------- | -------- | ---------- | ---- | -------- | ---- | ---- | ----------- | --------- |
| 1    | Ferrari     | F2007   | Ferrari  | B          | 17   | 9        | 22   | 9    | 12          | 204       |
| 2    | BMW         | F1.07   | BMW      | B          | 17   | 0        | 2    | 0    | 0           | 101       |
| 3    | Renault     | R27     | Renault  | B          | 17   | 0        | 1    | 0    | 0           | 51        |
| 4    | Williams    | FW29    | Toyota   | B          | 17   | 0        | 1    | 0    | 0           | 33        |
| 5    | Red Bull    | RB3     | Renault  | B          | 17   | 0        | 1    | 0    | 0           | 24        |
| 6    | Toyota      | TF107   | Toyota   | B          | 17   | 0        | 0    | 0    | 0           | 13        |
| 7    | Toro Rosso  | STR2    | Ferrari  | B          | 17   | 0        | 0    | 0    | 0           | 8         |
| 8    | Honda       | RA107   | Honda    | B          | 17   | 0        | 0    | 0    | 0           | 6         |
| 9    | Super Aguri | SA07    | Honda    | B          | 17   | 0        | 0    | 0    | 0           | 4         |
| 10   | Spyker      | F8-VII  | Ferrari  | B          | 17   | 0        | 0    | 0    | 0           | 1         |
| SQ   | McLaren     | MP4-22  | Mercedes | B          | 17   | 8        | 24   | 8    | 5           | 0‡ (218)‡ |

(‡) La McLaren, con la sentenza del consiglio della FIA del 13 settembre è stata penalizzata con l'azzeramento del suo punteggio per l'anno 2007 (i punti totali sarebbero stati 203, tenendo conto della penalità ricevuta in seguito alle vicende del Gran Premio d'Ungheria, nel quale la McLaren conquistò 15 punti. La McLaren senza considerare anche la penalità nel Gran Premio d'Ungheria conquistò in totale 218 punti contro i 204 della Ferrari).